# リトルウィッチアカデミア
『リトルウィッチアカデミア』（Little Witch Academia）は、TRIGGER制作による日本のアニメ作品。2013年3月2日に『アニメミライ2013』の一作として劇場公開された。
2015年10月9日には続編として『リトルウィッチアカデミア 魔法仕掛けのパレード』（リトルウィッチアカデミア まほうじかけのパレード）が2週間限定で劇場公開された。こちらは『アニメミライ』作品ではなく、単独企画作品となる。
2017年1月から6月まではテレビシリーズ『リトルウィッチアカデミア』が放送された。こちらはこれまでの続編ではなく、改めて最初から描き下ろされた完全新作である。

## 概要
2013年3月2日、文化庁若手アニメーター育成プロジェクト『アニメミライ2013』の参加作品として初公開。原案・監督・キャラクターデザインは『新世紀エヴァンゲリオン』や『フリクリ』、『天元突破グレンラガン』や『キルラキル』にメカデザインや原画として参加した吉成曜が務めた。
『アニメミライ』のテーマが"新人育成"を目的としたプロジェクトであることから、物語のあらすじもそれに則ったものになっている。監督の吉成は本作の着想について、アニメミライの作品としてプロデューサーからなされた「魔女もの」という提案と、「新人アニメーターの話を別のものに置き換えできないか」というアイデアを元に、「新人アニメーターが、深夜枠の魔女っ子アニメに憧れて来ました、みたいなノリ」をテーマに書いたと述べている。公開に際して、シャイニィシャリオ役のキャストは当初発表されておらず、公式サイトでキャストを当てるキャンペーンが行われた。また、文化服装学院とのコラボレーション企画として公式コスプレ衣装も制作され、主人公を務めた潘めぐみは公開初日舞台挨拶上にて人生初となるコスプレ姿を披露している。
同年4月にはYouTube上にて英語字幕付きで期間限定全編無料公開され、海外ネットユーザーから続編を作って欲しい等の多く絶賛コメントが寄せられた。パッケージ化では日本でのBlu-ray発売のほか、北米ではacttilよりBlu-rayが海外発売された。
同年7月に開催されたアニメ・エキスポにて続編の制作が発表される。その続編の製作資金を集めるため、クラウドファンディングサイトのKickstarterで7月8日より協力者を募ったところ、開始から5時間で目標額の15万ドルを達成。8月8日までの一ヶ月で総額62万5518ドル（当時のレートで約6000万円）もの支援が集まった。
2015年6月5日より『リトルウィッチアカデミア 魔法仕掛けのパレード』の上映劇場で前売り券とムビチケが販売開始され、同年10月より期間限定で劇場公開されることが発表された。同年7月3日、アメリカ・ロサンゼルスで開催された「アニメエキスポ」にて、『リトルウィッチアカデミア 魔法仕掛けのパレード』のプレミア上映が行われた。その後、10月4日にはアニマックスで特別番組『最新映画公開記念「リトルウィッチアカデミア」のすべて！』が放送される。
2015年10月9日、映画『リトル ウィッチ アカデミア 魔法仕掛けのパレード』が劇場公開され、合わせて前作が同時上映された。2週間限定公開であったが、池袋HUMAXシネマズと札幌シネマフロンティアでは好評につき上映が10月30日まで延長された。
2016年6月23日、TRIGGERは「リトルウィッチアカデミア」のTVアニメシリーズの制作を開始したことを公表した。また翌日24日にTOKYO MXで放送された「宇宙パトロールルル子」最終話の第13話においても、ルル子とアツコ・カガリがハイタッチをした直後に「SEE YOU NEXT TRIGGER ANIMATION」と表示される演出がなされており、次回作が「リトル ウィッチ アカデミア」であることが示唆されている。
2017年1月9日より、テレビシリーズ『リトルウィッチアカデミア』の放送が開始された。
2022年、国立情報学研究所はTRIGGERの許可を得てアニメミライ版の素材データを『トリガーデータセット』として整理し、画像自動生成技術などを研究する大学や研究機関に提供すると発表した。

## ストーリー

### アニメミライ版『リトルウィッチアカデミア』
魔女シャイニィシャリオに憧れてルーナノヴァ魔法学校に入学したアッコはホウキに乗ることにも手こずる落ちこぼれ。おまけに憧れのシャリオを優等生のダイアナのみならず、親友のロッテやスーシィにもからかわれる始末。
アーシュラ先生指導のもと地下迷宮内探索の実習が行われる。ダイアナたちは宝物を求めて地下に降り、封印されていた「いにしえの竜」を解き放ってしまう。一方宝物を見つけようとはりきるアッコは偶然行きついたガラクタの山の中に、打ち捨てられていたシャリオの杖・シャイニィロッドを発見する。いにしえの竜は魔力を吸って巨大化し、迷宮内は大パニック。アッコのロッドを見た先生は迷宮の塔のてっぺんにある魔導石まで行くように命じる。いにしえの竜は魔導石を飲み込もうと塔に登ってくる。アッコがなんとか塔のてっぺんに辿り着くと、シャイニィロッドが魔導石に強く反応する。魔導石とシャイニィロッドを持って塔から飛び降りたアッコの頭にシャリオの「信じる心があなたの魔法」という言葉がひらめく。アッコが呪文を唱えるとシャイニィロッドは弓矢「シャイニィアルク」に変化。矢を受けたいにしえの竜は消滅、アッコは学園の危機を救う。

### 映画『リトルウィッチアカデミア 魔法仕掛けのパレード』
ルーナノヴァ魔法学校の生徒であるアッコ、ロッテ、スーシィは相変わらず問題ばかり起こしていた。しびれを切らしたフィネラン先生は、窃盗未遂のアマンダ、校則違反のハイテク機器いじりのコンスタンツェ、盗み食いの常習犯ヤスミンカの三人と協力して、ふもとの街で毎年行われている魔女パレードを成功させるように言う。しかし、過去に行われた魔女狩りの戒めとして生み出されたパレードは、魔女にトマトをぶつける、水責めにするなどひどい内容だった。魔女のすばらしさを知ってもらいたいアッコは「ハッピータイム計画」と称してパレードの計画を立てるが、ロッテたちはうまくいかないとあきらめ気味だった。
アッコはロッテと話し合いの最中、うっかり精霊の歌の楽譜を破いてしまい、ロッテから口をきいてもらえなくなる。市場に買い出しに出たときには、スーシィの発言に腹を立て絶交してしまう。その上、町の子供のトーマスたちからは魔女という理由で物をぶつけられる始末。しかしアッコはアマンダたちと着々と準備を進める。アッコは魔導石の魔力をシャイニィロッドに溜め、町で大きな魔法を使おうと計画。魔女パレード当日は船を空中に浮かべ、ホウキにダンスさせるなど、うまくいっていたが、トーマスたちにロッドを取られてしまう。ロッドの魔力に反応し、封印されていた「古の巨人」が復活しトーマスが捕まる。駆け付けたダイアナがトーマスを救出。アーシュラ先生はパレードの演出とごまかす。追い詰められたアッコをホウキに乗ったスーシィが助ける。ロッテは手作りの帽子を渡し、アッコと和解。3人は力をあわせ、巨人の封印に成功した。

### テレビアニメ『リトルウィッチアカデミア』
16歳のアッコは幼いころ見たシャイニィシャリオの魔法ショーに憧れ、魔女になるため「ルーナノヴァ魔法学校」を目指す。ホウキに乗れないアッコは、ブライトンベリーの停留所で出会ったロッテのホウキに乗せてもらうが、スーシィと一緒にアルクトゥルスの森に落ちてしまう。そこでシャリオの杖「シャイニィロッド」を発見。アーシュラ先生の助けで森を抜け出し、なんとか入学式にたどりつく。シャリオは魔法界では評価されておらず、授業でも失敗ばかりのアッコだが、持ち前の明るさで問題を乗り越えてゆく。やがてアッコはシャイニィロッドに秘められた「アルクトゥルスの7つの言の葉」をひとつひとつ蘇らせていく。新任のクロワ先生は現代魔法でアッコを魅了するが、アーシュラ先生は警戒する。やがて二人の魔女の過去が明らかになる。
シャイニィシャリオことシャリオ・デュノールはルーナノヴァの落ちこぼれだったが、魔法で人々を笑顔にしたいと努力していた。シャリオは同級生のクロワと訪れたワガンディアの森で、7つの星を持つ杖に選ばれる。杖で魔法を使えるようになったシャリオは人前で魔法を披露し7つの言の葉のうち6つを集めることができた。やがてシャリオは世界中で魔法ショーを開催して回るがすぐに飽きられてしまう。悩むシャリオにクロワは、研究中の「ドリームフューエルスピリット」を教える。シャリオは強く華やかな魔法が使えるようになるが、観客の夢見る心を吸い取って魔法に変換する方法と知って愕然とする。ドリームフューエルスピリットを使うのをやめたシャリオは、観客を失望させることに耐えきれず、杖をシャイニィアルクに変えて月に放つ。その後アーシュラと名を変えてルーナノヴァの教師になっていた。
クロワは、街のデモやアプリで集めた人々の怒りや憎しみなど負の感情を魔力に変換する「ノワールフューエルスピリット」を完成させようとしていた。
アッコは信頼していたアーシュラ先生がシャリオとして自分の魔力を吸い取ったと知ってショックを受け行方をくらます。アッコを見つけたダイアナは、アッコが唯一手に入れられなかったシャリオカード「信じる心があなたの魔法」を託して励ます。
クロワの研究室に乗り込んだアーシュラはクロワの計画を阻止しようと戦う。しかしエネルギーを貯めこんだ巨大なノワールロッドが起動、クロワとアーシュラを乗せてアルクトゥルスの森へ飛び立つ。魔導石の魔力が失われ、レイラインも消失、中を飛んでいたアッコたちも森に落ちる。クロワはノワールロッドで封印を解き、世界改変魔法「グラントリスケル」を手に入れる。しかしそれは稚拙な魔法であり、クロワは目の前にあらわれたウッドワードに怒りをぶつける。魔力を吸い込みすぎたノワールロッドは魔獣に変わり、クロワを襲う。身を挺してクロワを守ろうとするアーシュラ。そこへアッコたちがかけつける。アッコは入学式の日にアーシュラから教わった言の葉で「シャイニィアルク」を放ち、魔獣に飲まれたアーシュラを助け、魔導石の魔力も戻る。アッコはアーシュラに駆け寄ると、「シャリオ、やっと会えた」と喜び、これからも魔法を教えてほしいと頼み、抱き合う。その時シャイニィロッドの7つ目の星が光る。アッコが言の葉を唱えると「グラントリスケル」があらわれる。ロッドと合体したグラントリスケルは不気味な森を明るく変える大きな力をみせる。
その時、耳慣れない警告音が響く。クロワの魔獣がとりついたミサイルが発射された。制御ができないとあきらめるクロワに、アッコはここにいる「ニューナインウィッチ」で力を合わせミサイルを止めようと呼びかける。ホウキをつなぎ、SSSをとりつけ、魔法をかけた長いホウキにダイアナ、アッコ、ロッテ、スーシィ、アマンダ、コンスタンツェ、ヤスミンカが乗り込み、ミサイルを追って飛び立つ。途中仲間たちを次々切り離しながら、アッコとダイアナがミサイルに追いつく動画が拡散される。アーシュラはクロワに促され、魔女を応援してほしいと呼びかける。人々の思いで切れかけたホウキの魔力が回復。ミサイルは姿を変え、アッコとダイアナを襲い、二人は落下する。それを救ったのはホウキリレー以来行方不明になっていた流星丸だった。アッコとダイアナはグラントリスケルを巨大なシャイニィアルクに変え、ミサイルに放つ。ミサイルはたくさんの流星と蝶に変わり消滅。シャイニィロッドは消え、北斗七星となった。クロワとアーシュラは人の「魔法を信じる心」こそが魔力の源であったと気づく。
ルーナノヴァに穏やかな日常が戻る。クロワはアーシュラが飛べなくなった「ワガンディアの呪い」を解くため、旅立つ。アッコはみんなに見守られながら、ホウキで飛ぶ練習を続け、ようやく少し空中に浮かんだところで物語は終わる。

## 登場キャラクター
以下はアニメミライ版、映画版、テレビアニメ版の設定。

### 主要人物
アッコ / アツコ・カガリ（篝 敦子）
声 - 潘めぐみ
生年月日：6月25日 血液型：O+ 年齢：16歳
本作の主人公。魔女育成名門校『ルーナノヴァ魔法学校』で学ぶ日本人の少女。ロングヘアでサイドの髪を頭の上でちょんまげのように結んでいる。制服のスカートは他の生徒より短め。一般家庭出身で魔女の家系ではない為、ホウキに乗ることもおぼつかない落ちこぼれ。幼いころ、シャイニィシャリオの魔法ショーを見て魔女に憧れ、ルーナノヴァに入学した。目標はシャリオのような魔女になること。
ロッテ・ヤンソン
声 - 折笠富美子
生年月日：9月6日 血液型：A- 年齢：16歳
金髪のショートヘアーにカチューシャ、メガネを掛けたソバカスの女子生徒でアッコのルームメイト。温厚な性格で、暴走気味のアッコのフォロー役だが、冷静な突っ込みを入れることも多い。歌で精霊を呼び出すことができる。テレビ版ではフィンランド出身で、実家は「L KIOSK」という魔法道具屋。
スーシィ・マンババラン
声 - 村瀬迪与
生年月日：12月31日 血液型：不明 年齢：16歳
青白い肌と左目を隠したロングヘアーの女子生徒でアッコのルームメイト。制服の上に着るローブは地面をひきずるほど長いものを着用。テンションは低いが毒舌家でアッコにもきつい突っ込みを入れる。毒キノコ・毒物マニアで、魔法薬を作ってアッコを実験台にすることもしばしば。テレビ版では東南アジア出身らしいが詳細は不明となっている。
ダイアナ・キャベンディッシュ
声 - 日笠陽子
生年月日：4月30日 血液型：B- 年齢：16歳
アッコのクラスメイトで、ウェーブのかかった薄緑色の長髪に碧眼の女子生徒。イギリスの魔法使いの名門キャベンディッシュ家の跡取りで、ルーナノヴァ始まって以来の優等生と言われる。一人称は「わたくし」。アニメミライ版・映画版では、問題児のアッコに嫌味を言うこともあったが、テレビ版では、問題を起こすアッコに厳しく忠告する、真面目で正義感の強い生徒になっている。実家はウェジンバラ（Wedinburgh）という地域にある。アンドリューとは親戚関係。
アーシュラ先生
声 - 日髙のり子
生年月日：2月20日 血液型：AB- 年齢：不詳
フルネームは「アーシュラ・カリスティス」。ルーナノヴァ魔法学校の先生。黒い長髪にメガネの目立たない風貌でおっちょこちょい。気苦労が絶えないが、いざというときは持ち前の魔力と臨機応変さを駆使し、アッコたちをサポートする。フランス出身。
シャイニィシャリオ
声 - 日高のり子
アッコが子供の頃、シャイニィロッドを手に派手な魔法ショーを精力的に行い世界的な人気を博した魔女だが、10年ほど前突然引退し消息不明となった。ルーナノヴァ魔法学校のOGだが、見た目優先のショー活動が魔女に対する間違ったイメージを広げたとして魔女界では評判が悪い。テレビ版では本名が「シャリオ・デュノール」と明かされた。

### ルーナノヴァ学園の生徒
アマンダ・オニール
声 - 志田有彩
生年月日：3月17日 血液型：O-  年齢：16歳
男勝りでメッシュの入った髪が特徴のアメリカ出身の女子生徒。映画版から登場。魔女パレードでアッコたちと協力することになった問題児三人組の一人で手癖が悪く、校内の倉庫に侵入して宝を盗もうとしたところを現行犯で捕らえられている。ダンスやパーティーを好み、劇中ではホウキを使った軽やかな演舞を披露した。テレビ版7話ではホウキ乗りのテストで危険飛行をしてCマイナスの点に終わっている。描写はないが実家はダーティな富豪とされる。
コンスタンツェ
声 - 村川梨衣
生年月日：10月12日 血液型：AB+ 年齢：16歳
アマンダのグループの一員である、ドイツ出身の小柄な女子生徒。映画版から登場。フルネームは、映画版では「コンスタンツェ・ブラウンシュバンク・アルブレヒツベルガー」、テレビ版では「コンスタンツェ・アマーリエ・フォン・ブラウンシュバンク＝アルブレヒツベルガー」と長くなった。愛称は「コンス」。メカマニアで、校則違反のハイテク機器を改造、密売している。無口でほとんどしゃべらない。実家は貴族の末裔。
ヤスミンカ・アントネンコ
声 - 上田麗奈
生年月日：11月1日 血液型：O- 年齢：16歳
アマンダのグループの一員である、ふくよかな体形に三つ編みお下げのロシア出身の女子生徒。映画版から登場。アマンダからは「ヤースナ」の愛称で呼ばれている。 食いしん坊で、常に何かしらのお菓子を口にしており、授業中でもお菓子を盗み食いしては教師たちから叱責を受けることも多い。
ハンナ・イングランド
声 - 中尾衣里
黄色いリボンにポニーテールの女子生徒。イギリス出身の16歳。ダイアナの取り巻きでルームメイト。ダイアナを信奉しており、アッコを落ちこぼれと見なしてからかう。上映会と公式ツイッターでフルネームが公表された。
バーバラ・パーカー
声 - 赤﨑千夏
ロングヘアーに姫カットの女子生徒。イギリス出身の16歳。ハンナと同じくダイアナの取り巻きでルームメイト。ハンナと一緒にアッコをからかう。ナイトフォールの隠れファン。公式ツイッターでフルネームが明かされた。
エイブリー
声 - 朝日奈丸佳
入学式の日にハンナとバーバラと一緒にいた高飛車な雰囲気の女子生徒。ボブカットで両サイドに赤いヘアピンを付けている。アニメミライ版で登場しているが、テレビ版で初めて名前が明かされた。テレビ版1話以降ほとんど出番はなかったが、公式配信のリトルウィッチWEB放送局では本性は野心家であり、ウィッチチューバーで歌手を目指していることが明かされた。国籍はカナダだが、出身地はロシア。ルームメイトにメアリー、ブレアがいる。
ワンガリ
声 - 村川梨衣
テレビ版から登場。ルーナノヴァニュースネットワーク（LNN）のレポーターを務め、イベントの実況を務める女子生徒。跳ね上がった髪にサンバイザーを被っている褐色肌が特徴で、素足でいることが多い。イベントに限らず、ルーナノヴァで何かと事件が起こり大人数で集まった際はヨアンナやキンバリーらと共にいつも「LNN」と書かれたマイクを使って実況している。公式配信のリトルウィッチWEB放送局では、ケニア国籍であることが明かされている。

### その他のルーナノヴァの生徒
公式ツイッターでは、生徒の名前として「メアリー」「ブレア」「サラ・ベルナール」「エルフリーデ」を公表。2017年8月31日には公式ガイドブック「Little Witch Academia Chronicle―リトルウィッチアカデミア　クロニクル―」が発売され、生徒全員の名前が正式に発表された。テレビゲーム「リトルウィッチアカデミア 時の魔法と七不思議」では生徒たちに声優や国籍、性格が設定され、さらにオリジナル生徒として「ヴェルデ・シダリーザ」他4名のキャラクターの登場が企画されている（ここではゲーム未登場の生徒を紹介し、それ以外の生徒は「ゲームの登場人物」で後述する）。
アイシャ
ポニーテールにやや褐色のある肌の生徒。
アイラ
赤毛のパーマの黒人の生徒。アニメミライ版からテレビ版1話までは白人だった。
アリス
声 - 不明（テレビ版）
緑色の髪につぶらな黒目の生徒。イライザ、プリシラのルームメイト。エリカと一緒に魔法祭の準備をダイアナに変身したアッコに依頼するが、正体に気づき怒りの表情を見せた。
イライザ
声 - 不明（テレビ版）
ウェーブのかかった茶髪のロングヘアーに太い眉毛と広い額の生徒。アリスやエリカと魔法祭の準備をしていたが、アッコに邪魔をされ怒りの表情を見せた。
エリカ
声 - 不明（テレビ版）
ピンク色のリボンがついたカーチューシャに茶髪のセミロングの生徒。ダイアナに変身したアッコの正体を知り、怒りの表情を見せた。
エレノア
声 - 不明（テレビ版）
茶髪のポニーテールの生徒。
フランシーン
眼鏡をかけた生徒。
ブリジット
黒いツインテールの生徒。
テオドラ
声 - 不明（アニメミライ版）
金髪のセミロングにつり目のそばかすの生徒。
ドロテア
紫色のロングヘアーに額の広い生徒。
ニーナ
黒い三つ編みに高い鼻の生徒。
ミッシェル
声 - 不明（テレビ版）
金髪のポニーテールにつぶらな黒目の生徒。
リー・ナ
二つの茶色いお団子ヘアに三白眼の半目の生徒。

### ルーナノヴァ学園の教師
ホルブルック校長
声 - 谷育子
ルーナノヴァ学園の44代目校長。性格はおっとりとした日和見主義者でおしゃべり好き。小柄な老婆だが、年齢は200歳以上、120年間学校を守り続けている。ダイアナを高く評価している。テレビ版から登場。9話で名前がミランダ（テレビ版13話の魔法祭のネームプレートによると「Miranda」）であることが判明した。
フィネラン
声 - 山本留里佳
ルーナノヴァ一厳格な上級教師。教務・生徒指導部長で、因襲的な保守主義者。映画版で初登場し、合成魔法の授業を担当している。テレビ版では魔法語学、魔法浮遊術などを担当している。劣等生のアッコに厳しく接する。テレビ版13話の魔法祭のネームプレートで名前が「Anne」であることが確認できる。
ネルソン
声 - 高山みなみ
魔法のホウキの特技教員。アニメミライ版では「教官」とクレジットされている。テレビ版では、従軍経験があり、ほうき乗りの国代表として世界大会に出場したこともあり、常にパラシュートを常備している。
ルーキッチ
声 - 岡本茉莉
「オカルト先生」と呼ばれている、ルーナノヴァで最も古い教師。魔法薬学、錬金術、法律学などを担当。タタリや迷信、終末論を持論としていて時代錯誤な面がある。テレビ版から登場。
バドコック
声 - 矢野亜沙美
数秘学などの授業を担当する上級教官で、校長補佐。ルーナノヴァの経理を担っているが、学校の慢性的な経営難に悩んでおり生徒の前でも財政難の話を持ち出してしまう。生徒の周りの備品から献立のメニューまで細かく管理する。テレビ版13話の魔法祭のネームプレートに「Samantha Badcock」と表記されている。
パイシーズ
魔法哲学の教師の金魚。赤、青、黄、緑のカラフルな配色で尾びれが長く帽子を被っていて、普段は金魚鉢の中にいる。
クロワ・メリディエス
声 - 竹内順子
テレビ版14話から現代魔法を担当する新任教師として登場。若くして魔法の発展に数々の功績を収めている。魔導ユニットやタブレットなど現代的な機材を使用し、少ない魔法力を効率的に運用するためのSSS（Sorcery Solution System）という技術を開発、学校に持ち込む。当初保守的なフィネランたちに拒絶されたが、妖精たちのストライキを治めたことで導入され、政府の助成金で研究室も作っている。ルーナノヴァの卒業生で在学中のシャリオを知っている。

### アニメミライ版の登場人物
老教師
声 - 京田尚子
東洋魔法史、西洋魔法史の先生。レイラインと魔導石の関係やT.S.ダニエルズ著「魔法の幸福論」について講義を行う。授業中居眠りしていたアッコに注意した。
ミノタウロス
声 - 乃村健次
実践訓練の迷宮にいた凶暴な怪物。スーシィに魔法薬を飲まされ、どろどろに溶解して壮絶な最期を遂げた。
いにしえの竜
迷宮地下のアイアン・メイデンに封印されていたドラゴン。魔力を吸収して成長する。ダイアナが封印を解いてしまい、ハンナとバーバラの行動が切っ掛けで大事態に発展してしまうこととなる。

### 『魔法仕掛けのパレード』の登場人物
ブラウニー
アッコが偶然森で見つけた幸運の妖精。伝説では人間を手助けしてくれるらしいが、アッコが合成魔法に利用しようと乱暴に扱い、キノコの怪物に変身してしまった。
トーマス
声 - 青山桐子
ルーナノヴァ魔法学校のふもとの街に住む少年。金髪の少年
魔女に対して偏見を持っており、パレードを盛り上げようとするアッコたちにいやがらせをする。終盤では救助に現れたダイアナに一目ぼれしている。
トーマスの仲間
声 - 藤村歩、広田みのる、水野麻里絵
トーマスの取り巻きの少年たち。トーマスと共にアッコたちにいやがらせをする。双子の兄弟と帽子を被った太めの少年と小柄で猫背な少年の4人組。
市長
声 - 大竹宏
背が低い、ブライトンベリーの市長。銅像はかなり背が高く作られている。銭ゲバで、利益のためなら何でもする横暴かつ頑固な性格で、それが巨人を蘇らせる原因となってしまう。事件後、自分の責任であるにもかかわらず、巨人をテーマパークにしようとするなど全く懲りていなかった。設定では「ホッジ」という名前がある。
古の巨人
大魔女ジェニファーによって封印されていた巨人。市長の指示で行われた工事により、封印が弱まり、シャイニィロッドの魔力に反応し復活した。黒い触手で魔力を吸い取ったり、物質を付喪神にすることができる他、周囲の物（テントや家具、車など）を集めて体の部位を守る鎧にもできる。

### テレビアニメの登場人物
魔法道具屋の店員
声 - 松島昭浩
ブライトンベリーの魔法道具屋「Last Wednesday Society」の店員。魔道具に関する知識や修理は完璧。
アナベル・クレム
声 - 諸星すみれ
120年間続く超大型歴史巨編少女小説「ナイトフォール」の作者。人前に一度も現れたことはなく120年間書き続けている魔女と言われていた。
新刊発売イベントで初めて人前に現れるも、その姿はアッコたちよりも年下の少女。実は「ナイトフォール」は、万年筆に選ばれた者に書き継がれてきた作品であり、人前に現れたアナベルも万年筆に選ばれた数えて12代目であり、元々は魔法使いではない人間である。
現在のナイトフォールでは、主人公のアーサーが宇宙に行くなどの展開からインターネット上で酷評されたことに気落ちして、書き手としての自信をなくし、新刊発売イベントでクイズ大会を開きその優勝者に作者を代わってもらおうとする。優勝者であるロッテに万年筆を手渡しその場から逃げ出すが、追いかけてきたロッテの言葉に心を動かされ、これからも書き続けることを決意する。
ファフニール
声 - 飯塚昭三
ラスタバン遺跡に住む老齢の白いドラゴン。ルーナノヴァの1000年前からの借金相手であり、解読できる人間がいないことを利用して、借用書を古代ドラゴン語で発行しては、1000年間も金を騙し取っていた。非常に冷徹かつお金への執着心が強く、入学する生徒が年々減少し1年間返済を滞ったルーナノヴァへの警告として魔法石を奪い取るなど、容赦がない。古代ドラゴン語に精通しているダイアナによって、ルーナノヴァが既に借金を返済していたことや、借用書の中に利息に関する言及がないことなどを暴露され、魔法石を返却させられた。もっとも、現代ではもう魔法が必要とされていないと考えており、ネット投資で膨大な利益を得ている。
アンドリュー・ハンブリッジ
声 - 金本涼輔
ハンブリッジ伯爵の息子。頭脳明晰で容姿端麗。イギリスきっての名門校エイプルトン校に通う高校生で「エイプルトンの貴公子」と噂されている。ダイアナと幼馴染で親戚関係だが、魔法に偏見があり仲は良くない。父親とルーナノヴァ校を訪問した際、アッコと騒動に巻き込まれたのをきっかけに、魔法への認識を改めはじめる。ミサイル騒動ではアッコたち魔女をかばい、政治家たちを説得した。
ポール・ハンブリッジ伯爵
声 - 玉野井直樹
アンドリューの父親。若くして国務大臣に就任した政治家で、強攻で優れた政策の数々を創案した。魔法に関しては否定的で、魔女を毛嫌いしているが、政治的パフォーマンスでルーナノヴァを訪問している。隣国とのサッカーの試合をきっかけに暴動が悪化し、クーデターの噂が流れると信憑性を確かめるため情報収集を行い、閣僚と会議を始める。
フランク
声 - 興津和幸
アンドリューの親友。アンドリューとは対照的に、陽気な性格で魔法に強い関心を持つ。パーティの一件からロッテに好意を寄せる。
ホルブルック氏
声 - 多田野曜平
アッコ達の魔法で蘇ってしまったアンデッド。骸骨姿で生前の服を着ている。生前の記憶が欠けていて自分が何者か思い出せずにいたが、恨んでいた相手がいた事は覚えていて、復讐のためにブライトンベリーを走り回る。恨んでいた相手はある赤子を不幸にした男だと気付いたが、恨んでいる相手が自分自身だと思い出す。日没を前に校長先生となった娘のミランダと再会、愛妻と共に昇天する。
ブラックウェル
声 - 小村哲生
エイプルトン校の理事長で国防大臣。ルイス・ブラックウェルの父親。強い国家を形成するためには敵国を攻撃、制圧するような強い政治が必要だと考えている。かの国に敵意があり、首相の融和政策に不満を抱いている。
ボブ、マイケル、ジョン
声 - 森田了介（ボブ）、新田杏樹（マイケル）、岩端卓也（ジョン）
テレビ版10話のパーティーでフランクと一緒にいた友人たち。
ハンブリッジ家の執事
声 - 池田ヒトシ
マジョリン
声 - 上田麗奈
魔法祭の主賓ゲストの一人。ロックスターの魔女で、アッコの魔法を見て笑うなど他の主賓ゲストに比べて若さ故の陽気な性格。
ウラル女史
声 - 赤﨑千夏
魔法祭の主賓ゲストの一人。魔法小説でノーベル文学賞を受賞した魔法小説の権威。
ドーリン大臣
声 - 中尾衣里
魔法祭の主賓ゲストの一人。東モジアナ共和国の女性大臣。
ミノタウロス
声 - 田所陽向
ルーナノヴァの用務員として働く妖精の一人。14話で妖精たちとストライキを起こす。火の精霊が危害を加えられたと誤解し、大暴れするが、クロワに無力化され、学校側と和解した。
ロッテのパパ
声 - 梅津秀行
パイプ（たばこ）を咥えている巨漢な体格の持ち主。娘を溺愛している。緑人間病に感染し動けなくなってしまう。そのままヤンネにもたれかかっていた所、緑人間になった妻に不倫と疑われ頭を殴られた。
ロッテのママ
声 - 篠原恵美
民族衣装風の服装をした黒いロングヘアーの女性。ロッテのパパとは対照的に小柄。地元では唯一の魔女。緑人間病にかかった夫とヤンネを救おうとするが感染してしまう。緑人間となった後も少しだけ動いていた。
ヤンネ
声 - 佐野恵
ロッテの実家の隣人。頭に魚の髪飾りを付けた女性。ハパンシュラッカのパイをロッテの家族に振る舞っている。ハパンシュラッカのパイをスーシィは絶賛したがアッコは吐き出した。ロッテのパパと一緒に緑人間病に感染してしまう。
イエティ
声 - 中村大樹
雪山の麓に住む雪男で、緑人間病の解毒剤の素を作る事が出来る職人。人間の言葉を読み聞きでき、スマートフォンでインターネットも使っている。インターネットでのエゴサーチの結果によりスランプ気味になってしまう。土下座をしてまで頼み込んだアッコのために薬を作るが出来が悪く何度も酷評を受けると泣き出してしまい家を飛び出すが、逆にアッコが褒め称え続けるとやる気を取り戻し、通常より巨大な薬の素を作り上げた。
ニコラス
声 - 宮澤正
ヤンソン家と知り合いである、遊牧民のミッサー人の中年男性。気前が良く、面倒見のいい好人物であり、飼っているトナカイのソリをアッコに貸し、トナカイがイエティの家から勝手に帰ってしまった際にはすぐにアッコの居所を突き止めて迎えに行った。
ルイス・ブラックウェル
声 - 宮崎遊
ブラックウェル理事長の息子。エイプルトン校の学生。父親の権威を笠に着て、周囲に高圧的な態度を取っているが、アンドリューに対しては頭が上がらず劣等感を抱いている。学校に侵入したアマンダを捕らえて仲間と共に拷問にかけようとするがアンドリューに阻止される。アッコと聖杯を引き換えにアマンダに対してフェンシングを挑むが敗北。腹いせに聖杯を壊すが、封印を解いた影響で鎧騎士に取り憑かれてしまう。アマンダに救われたことで改心し、自身の非を認めて謝罪した。
バーナデット・キャベンディッシュ
声 - 大井麻利衣
ダイアナの母。キャベンディッシュ家の伝統を重んじていて、体が弱いながらも慈愛の心で平和な時代が続くよう尽力してきた。ダイアナが幼い頃に亡くなっている。
アンナ
声 - 沢田泉
ダイアナが幼い頃からキャベンディッシュ家に仕えているメイド。厳格な性格だが、ダイアナに頼まれアッコの世話をしている間は愚痴を聞こえるように言い続けていた。バーナデットとダイアナの理解者で、ダイアナに当主になってもらいたいと思っている。当主の儀式を放棄したダイアナに「失礼ながら、もうここにいる意味がない」と言いダイアナが卒業するまで自分達がキャベンディッシュ家を守ることを約束し、ルーナノヴァへ帰るダイアナを見送った。
ダリル
声 - 安達忍
ダイアナの叔母。バーナデットが亡くなってから当主代理を務めていたがバーナデットやダイアナと違い伝統や誇りには興味が無く、キャベンディッシュ家の遺産を他人に買い取らせ、財産を使い込んでいる。強い魔力の持ち主であり、使い魔の白蛇でダイアナを圧倒している。壁を透過する魔法を使う際は、目が赤くなる。ダイアナが当主になることをあらゆる手段で妨害したが「儀式を妨害する者に災いが訪れる」という言い伝えの通り、祭壇の近くでメリル、マリル共々体を木にされかけるがダイアナに救われる。頑な態度を見せるダイアナには可愛げが無いと酷評しつつも「キャベンディッシュ家を本当に立て直せるかもしれない」と考えを改め、アンナ達と共にダイアナを見送った。
メリル / マリル
声 - 三上遥香 /  伊達朱里紗
ダリルの娘で双子の姉妹で、ダイアナの従姉妹。水色のマフラーをしているのがメリル、紫色のマフラーをしているのがマリル。
カーター
声 - 佐治和也
キャベンディッシュ家の執事。日本にシャイニィシャリオの魔法ショーを見にいったダイアナに付き添っている。
マネージャー
声 - 安原義人
街頭で魔法を披露していたシャリオの魔法ショーの興行を勧めた男性。人気に陰りが出たシャリオに「ファンは新しい魔法を求めている」とプレッシャーをかけ、シャリオを悩ませた。名前は「アラン」という設定がある。
首相
声 - 玄田哲章
作中世界の首相。ミサイル騒動では、アンドリューの意見を受け、魔女たちを見守ると決断する。
ウッドワード
声 - 堀江美都子
伝説のナインウィッチ（ナインオールドウイッチ）で、ただ1人存命している伝説の魔女。存命しているとされているが、身体は大きく神々しい後光を放っていることから魂のみ現世に残っていると思われる。アーシュラが「先生」と呼ぶ。ブルームーンアビスで太古の亡霊の姿をしており、アッコがシャリオみたいな魔女になれるのかと質問したところ「下らん」と答え、「未来のために必要のない過去を捨てろ」とアッコを試した。究極魔法の封印を解く必要があるようで、アーシュラに7つの言の葉を集めるように指示している。
賢者ベアトリクス
ナインオールドウィッチの一人でキャベンディッシュ家最初の魔女。慈愛の魔女と言われていて、キャベンディッシュ家のモットーが「慈愛」とされている。祭壇で、儀式を放棄してダリル達を救ったダイアナの前に姿を現した。

## 用語
以下は特に断り書きのないものはテレビ版の用語。
魔女
魔女の歴史は紀元前2500年以前に遡る。魔女はもともと職能であり、魔法自体は後天的に習得する技術。「魔女」という種族がいるわけではないが魔法の習得には素質が必要で、いくら訓練しても身につかない者もいるなど、結局は先天的なものも必要となる。男性の魔法使いも存在する。
魔法の悪用は厳しく禁じられていて、違反者には残酷な制裁が行われていたらしい。
現在は科学技術の発達により、魔法は実用的な技術とはみなされず伝統芸能に近くなっている。
ルーナノヴァ魔法学校
創立は西暦420年、約1600年の歴史を持つ魔法学校。世襲によって継承されていて、家系が重視されていたが現在は経営難と後継者不足により一般からの入学者も受け入れている。現代では魔法の使用は国家資格が必要とされていて、ルーナノヴァではその資格を取得するための様々な専門科目がある。
1512年に魔女狩りで廃校に追いやられたが、1743年に大魔女ジェニファーとウッドワードが復興、1897年にミランダ・ホルブルックが校長に就任した。
現在は、魔女家系の生徒は単に魔法界のしきたりやたしなみとして魔法を習うなど、目的意識が希薄な者が多い。
制服は白いブラウスに紺色のベストと膝丈のスカート。腰に帯状の布を巻き、魔法の杖を挿す。実習授業などではつばの広い帽子に膝丈のローブ、ロングブーツを着用。外出するときは、ボタン付きの短いローブを着る。
寄宿舎は3人1部屋で、ルームメイトは同じ色の帯を巻く。
なお、学校の所在地はアニメ本編でもそれ以外の作品でも直接語られる場面はないが、漫画（ウルトラジャンプ）版ではアッコが「ここ（注：ルーナノヴァ）からそう遠くない」と言う店の住所が「004 Hyde Street, Winchester,Hampshire（ハンプシャー（州）ウィンチェスター　ハイドストリート004）」となっていた。
シャイニィロッド
シャイニィシャリオが魔法ショーで使用していた杖。7つの星（宝石）がはめこまれ、魔力を放つとき光る。正式名称は「クラウソラス」で、ナインオールドウィッチの持つ九つの魔法神器の一つ。
レイライン
魔力の通り道。魔女はホウキでレイラインの中を飛べる。宇宙樹イグドラシルの痕跡。
シャリオカード
シャイニィシャリオが全盛期だった頃のトレーディングカード。アッコはレアカードを手に入れているがプレミアムカードの一枚だけどうしても手に入らず、コンプリート出来なかったことを未だに悔やんでいる。シャリオのファンであったダイアナも持っており、英語版のプレミアムカードを大事にしていた。
アルコル
シャイニィシャリオの使い魔の白い隻眼のカラス。現在はアーシュラの自室の止まり木にいて、魔法界の異変を知らせるなどの能力がある。シャリオが学生時代の頃は両目が開いていた。
アッコたちがアルクトゥルスの森に迷い込んだことを感じ取ってアーシュラに伝えた。
アルコルの人形
シャリオの全盛期時代に売られていたアルコルの日本製のぬいぐるみで、裏返すと帽子になるらしい。スーシィの傀儡魔法により一時的に動くようになった。シャリオグッズの中でアッコのお気に入りの一つ。
アルクトゥルスの森
魔法樹に守られた神聖な古い森で、全体的に不気味な雰囲気を漂わせている。生態が判明していない様々な魔獣が生息していて、立ち入りが禁止されている。魔女ですら行き方が分からない場所とされているが、アーシュラはレイラインから偶然迷い込んだアッコ達を助けるためにこの森へすぐさま向かうことができた。
アルクトゥルスの森には世界改変魔法と言われる「グラントリスケル」が封印されていて、その影響で森は薄暗く、地面は枯れた状態になっている。
マンドレイク
アルクトゥルスの森に生息する人喰い魔法植物で、別名マンドラゴラ。昼行性で、アッコ達に襲い掛かったのは「ムラサキマンドレイク」。
漫画（ウルトラジャンプ）版では第1話でスーシィの鉢植えとして栽培されたものが登場、煎じて飲むと一時的に魔力が上がり（小さいと栄養剤程度）大型のものほど効果があるが、抜いた時の悲鳴によるダメージも増えるので注意が必要とされていた
コカトリス
アルクトゥルスの森に生息する巨大な鶏の魔獣。口から炎を吐き、吹きかかったものを石にする息を持つ。羽には猛毒があり「猛毒コレクターの間でも珍しい超レアな毒」にできるが入手は極めて困難。スーシィはアッコとロッテを利用して羽の入手に成功する。
ゴブリン用務員
ルーナノヴァの用務員の一種族で、校内の掃除や食事の配膳などを担当する。ルーナノヴァにはミノタウロス、トロル、サイクロプス、「うさぎ」と呼ばれるカンガルーに似た生物等、様々な種類の用務員が学内で働いている。
ルーナ文字
フィネランの魔法語学の初授業で使われた、太古の魔女たちが使用していた文字体系。フィネラン曰く生徒で解読できたのはダイアナが初めて。
ジェニファー記念樹
大魔女ジェニファーの意思を受け継ぐと言われるナインオールドウィッチが生命を与えたと言われる大木。螺旋状の幹、女性の顔の浮き出た木目が特徴的。ルーナノヴァの植物園の中央で管理されている。
パピリオディア
120年に1度孵化し、黄金に光り輝く蝶々。5大陸を渡り、見た人の胸に希望をともすと言われている。地中でジェニファー記念樹の根にサナギとして寄生する形で養分を蓄えていた。ホルブルックらはジェニファー記念樹が弱まった原因が分からず、ダイアナが記念樹を魔法で活性化させたため、同時にパピリオディアの成長も早まる事となった。
魔導石
「新月の塔」の最上階にある魔力を帯びた大きな石。希薄になり、衰えた魔力を集めたことでルーナノヴァでの魔法の使用を可能としている。効果範囲はルーナノヴァのみと限定されている。魔導石の効果範囲外では、小さな魔晶石に魔力を溜めることでバッテリーのように魔力を使用して魔法を使う事が出来るが、出力も低いため連続使用や大きな魔法は使う事は出来ない。
ルーナノヴァ杯ホウキリレー
3人1組でバトンを繋ぐ、ルーナノヴァに長く続く伝統のレースで、アッコ達が参加したのは第1333回。ルーナノヴァには歴代の選手たちの写真が飾られている表彰棚がある。過去にシャリオやクロワも優勝していて、アッコはシャリオと同じ場所に写真を飾って欲しいという思いで出場を決意する。また、1333回の優勝賞品はルーキッチから贈られる事になっていたためスーシィは積極的にレースに臨んだ。
魔道具カフェ
店名は「Last Wednesday Society」で、ブライトンベリーにある。「カエルの足になるジュース」や「カメレオンの舌になるキャンディ」など魔法のアイテムを販売していて、杖やホウキの修理なども行う。一般人でも入店は可能で店内に「カフェ」があるが数人が座れるだけの小さなカウンター。
流星丸
大西洋を横断したと言われる伝説のホウキ。ホウキ自体に魔法が込められていて魔導石の力が無くても飛ぶことができるが、意思があるかのように自分勝手に動くためその扱いは至難の業。「ジェット機を超すほどのスピードが出る」など、多くの逸話がある。魔道具カフェで、棺桶に鎖で縛られ封印されていたが、ルーナノヴァ杯ホウキリレーの際アマンダに盗み出され解放されると、アマンダを振り落して飛び去ってしまう。その後はアッコに飛び乗られるも振り落すが、再び飛び乗り繋がれていた鎖で体ごと巻きつけるほどのアッコの執念に負けレースに協力する。レースの終盤で自身に付いている留め具を外されると穂が翼の如く形になり、世界中を飛び回って新聞などで目撃情報が寄せられるようになった。
漫画（エース）版では先代の持ち主について語られており、魔道具カフェの主人は行方不明と思っていたが、実際は相棒の流星丸からの転落事故（これ以後再開せず）のあと奇跡的復活を遂げていた。本人の名前などは出ていないが「魔女界のスピードスター」や「流星」と呼ばれ「魔女の超特急便」で最高集配件数ギネスに乗り、その後1985年11月1日付新聞に訃報が載った
TV版の終盤で再登場し、クロワの暴走した魔獣によって発射されたミサイルを止めようとしていたアッコ達のもとへ遅れて駆けつけ、自らの意思で協力した。
水晶玉
魔力で動くSNSのような機能を持った魔道具。フクロウのアイコンを押すとメッセージを送受信できる。ロッテはバドコックとファンメールのやり取りをしているが、お互い相手の正体は知らない。
ナイトフォール
120年続く超大型歴史巨編少女小説で、全世界図書小説大賞120年連続入賞、総発行部数56億8千万部を誇る。365巻目の最新刊の発売と同時にイベントも開催された。「結婚を目前に控えた高校の科学教師ベルが過去にタイムスリップしてエドガーという美青年に出会うが彼はヴァンパイアで、ベルは歴史を揺るがす大騒動に巻き込まれていく…」といった内容の青春ファンタジースリルロマンスアドベンチャー。
ラスタバン遺跡
ドラゴンの住む古代遺跡。地上からは残骸のような岩しか確認できないが、地下に通路や部屋がある。凶暴なドラゴンがいることで有名だったが100年ほど姿が確認されることはきわめて少なかった。現在では科学によるセキュリティシステムが張り巡らされている。ネット環境も整っていて、ファフニールはここで株の投資を行っている。
ドラゴン
スーシィの話では昔のドラゴンは魔力の補充のために魔女をすり下ろして血を啜り、肉を食べていたという。ファフニールは「誰が魔女なんぞ食べるか！」と言い放った。
古代ドラゴン語
ルーナノヴァの教師の誰一人として読む事のできなかった古の言語。ドラゴンの足跡の組み合わせで文字を成していて、「筆記用小ドラゴン」が文字を書くことができる。ダイアナは12歳の頃、完璧に習得している。
変身魔法
呪文は「メタモールフィーフォシエス」。相手の姿を変えるものと自分の姿を変えるものがある。
授業ではラットに変身魔法をかけており、ロッテはカピパラに、スーシィはコウモリに、ダイアナは白馬に、アッコは自分の耳をロバの耳に変えた。アッコが長い練習の末、完全にマスターしている魔法。
ポラリスの泉
ルーナノヴァ北校舎の果てにあり、北斗七星のアーチをくぐった先にあるという。シャリオカードには「光差す道を示す魔法の泉。輝きを秘めた魔女に、おおいなる星々の魔力を与える」と書かれている。
「大いなる星々の魔力」にまだふさわしくない未熟な者が訪れると、泉は目の前から消えてしまう。
アルカス
ポラリスの番人である巨大な白熊。幼い時に落雷で怪我をしていたところをシャリオに手当てされた。今でもシャリオに懐いているらしい。
魔法法律学
担当はルーキッチ。法律違反者が受ける拷問や厳しい罰の数々を嬉しそうに説明した。魔法で詐欺を働いたものは舌に焼き鏝を押され、魔法で人を殺めた者はネズミの鋭い歯で食い殺され、魔法で死者を蘇らせたものはまずその者に死ぬほど恐ろしいことを想像させ、その100倍も痛く恐ろしい仕打ちがされる。
半魚人アプカルル
かなり人気の映画。コンスタンツェが作った映写機で上映会が開かれた。続編に「アプカルルの逆襲」がある。
魔法浮遊術
担当はフィネラン。物を自在に操るためには強い集中力が必要とされていて、ダイアナは魔法浮遊術でコーヒーをカップに注ぎ角砂糖を2つ入れスプーンで混ぜフィネランの教卓へ運ぶ芸当を見せた。アッコはテーブルに置かれたティーポット、カップ、3つのパンケーキを全てフィネランに吹っ飛ばした。
魔法言語学
使い魔の動物とのコミュニケーションに用いられる。作中ではカラスの鳴き声を翻訳する試験がされた。カラスの他に使われやすい使い魔はフクロウ。
白魔法学
壊れた物を直す実技試験が行われた。精霊を呼び出して直してもらう方法と、修復魔法を使う方法があり、ダイアナとロッテのみがA+の判定を取った。
魔道具取扱免許
魔法同様、魔道具の取り扱いには国家資格が必要となっている。
魔法新聞
卒業生の記事が載っている。
魔法食品学
担当教師はバドコック。ヤスミンカは味覚魔法でブドウの甘みを増し、アッコはリンゴを毒リンゴにした。
基礎錬金術
鉄塊を変形させる試験が行われた。コンスタンツェは複雑なロボットに変形させ担当教師に素晴らしいと評価されたが「もっと価値のあるものを作るように」と言われてしまう。
魔法天文学
担当はアーシュラ。魔法でホロスコープを作成し未来を見る試験が行われた。ダイアナはルーナノヴァとアッコの未来を予見した。
魔法哲学
担当はパイシーズ。金魚であるパイシーズが話す魚類語を理解できなければ履修が厳しい。授業の際に試験内容は「利他的行動における魔女の存在論とその他生物の互恵的利他主義」と話した。
アッコは排水溝に流されたパイシーズを探しに広大な湖に向かい、試験に間に合わないかもしれない状況の中で密猟者の罠にかけられた魚の家族を探し助け出した。この体験が偶然にも試験内容と合致していたため、パイシーズはアッコにA評価を与えた。
魚TOEIC（Test Of Expertise in Ideal Communication）
魚類と意思疎通をするための習熟度を図る試験。魔法哲学の授業でアッコの隣にいた生徒ガリーは960点を取ったと話した。
魔法歴史学
フィネランが担当。授業内容は不明。
眠れる森の魔女の病
魔女特有の病。長い時間眠ったまま目を覚まさなくなる病で、生け贄が病にかかった魔女の精神世界（夢の中）に入り、眠っている魔女を起こすことで治ると言われている。
魔女の医学
魔法界で一般的な魔医学本。怪我や病気に役立つ薬草や生け贄の生息地、魔女が罹る特有の病気などあらゆる情報が載っている。ルーナノヴァでは一室に一冊配布されている。
ルーナノヴァの外出ルール
(1) ルーナノヴァの生徒として誇りを持つこと。
(2) 魔法を使わないこと。
フィネランは(1)を、アッコに名指しで話した。
アミュレット
「戻ってきたい」という気持ちが起こるよう帰るべき場所に置いておくお守り。ロッテはナイトフォール。スーシィはキノコ。アッコはポケットに入っていたホコリを入れようとしたが、ホルブルック校長にアミュレットの意味を教えられると渋々シャリオカードを置いた。
ハカバテングダケ
死者の魂を呼び寄せるための降霊術に必要なキノコで墓場にしか生えない。アッコが破壊してしまったお墓を元に戻すために隠し持っていた修復魔法の薬と、スーシィが持っていたハカバテングダケが両方落ちて、土の下のホルブルック氏を蘇らせてしまった。
魔法黄金期
200年ほど昔、魔女狩りから産業革命の間にあったと言われる時代。機械が無い世界、人々が多くの事を魔法に頼って暮らしていた。アッコはこれを「素敵な時代」だと話したがスーシィは「結局魔法使いが働く」と嫌がった。ホルブルック校長の実家はこの時代にブライトンベリーで魔道具屋を営んでいた。
恋のホレホレ蜂
スーシィが毒蜂を注文して手違いで届いてしまったもの。刺された者は最初に見た人に恋をするという魔法を持っていて、蜂を潰すと元に戻る。刺されて最初に鏡で自分を見ると、自分が好きになるわけではなく「鏡の中の相手」に恋をすることになる。
シンデレラセット
魔法の杖、おもちゃのかぼちゃが入った箱。200年前に販売された商品らしく、「白雪姫セット」と共に未だに売れ残っていた。杖を振って呪文を唱えると、そのおとぎ話のキャラクターやドレス姿になれる。魔法の効力は2時間と短い。
売れ残りだったためか箱もボロボロで半額だった。

ブルームーン
月に2回満月がある時の二回目の満月で、数年に一度しかないとされる。ブルームーンだけに現れる太古の亡霊がいると言われていて、現在・過去・未来と、あらゆる質問に答えてくれる。太古の亡霊の正体は存命するナインオールドウィッチの一人ウッドワード。
ナインオールドウィッチ
6世紀にルーナノヴァを創立した9人の魔女。遥か昔、魔女達が無尽蔵の魔力を得ていた「イグドラシルの枝」の力を「世界を変える力を持つ」魔女の奥義グラントリスケルとして、アルクトゥルスに封印した。その封印を解くには7つの星を持つ杖と、7つの言の葉が必要とされている。
ルーナノヴァ魔法祭
1600年間続くルーナノヴァの伝統行事。ルーナノヴァの実力を示すため、様々な魔法の出し物がグループごとに行われる。毎年この魔法祭で最も才能があると認められた魔女に「月光の魔女」の称号が与えられる。
「魔法仕掛けのパレード」で行われた魔女狩りを再現したパレードとは別物。
月光の魔女
ルーナノヴァ魔法祭で最も才能があると認められた魔女に与えられる称号。過去にシャリオも選ばれていて、シャリオカードではその魔女を「新たな星」とも称している。
嘆きのバハロワ
ルーナノヴァ魔法祭の最後、真夜中の鐘と共に目を覚ますゴーストで、生前は紀元前2世紀ごろに存在したブーク王国の王族。良き友に恵まれ幸福な歳月を過ごしていたが、友をなくした悲しみから「嘆きの亡霊」になった。
魔法祭の最後に、次の魔法祭まで眠りにつかせるため、バハロワに生贄をささげる儀式が行われている。生贄とされた魔女はバハロワに食われるが命に別状はなくそのままバハロワの体から出される。
悲しみの実
実を飲んだ者の体に根を生やし、その悲しみを永遠の物にしてしまう。幽霊である嘆きのバハロワに未だ憑りついていたため、悲しみの実を体から引き離さない限り死後も永遠に悲しみが続いてしまう事が分かる。バハロワは飲み込んだアッコ、ロッテ、スーシィによって悲しみの実を引き離され元の姿に戻った。この事で3人はルールに違反となってしまい、「月光の魔女」の対象外となった。
Sorcery Solution System「SSS」
クロワが開発したシステム。魔法石から溢れる少ない魔法エネルギーを別のエネルギーとして変換し保存できる。効率的に魔法を運用する事が出来るもので、専用のタブレットで動作する。
レイラインルーター
レイラインから流れ出て、魔導石に吸収されない分を蓄積させ魔導石の範囲外でも魔法が使用できるようになる機器。コンパクトで持ち運びやすく大容量。
グラントリスケル
「世界を変える力を持つ」とされる魔女の奥義。遥か昔、魔女達が無尽蔵の魔力を得ていた「イグドラシルの枝」の力の事。ナインオールドウィッチによって封印されていて、その封印を解くには7つの星を持つ杖と、7つの言の葉が必要とされる。
ハパンシラッカのパイ
ロッテの実家のお隣さんヤンネがよく作るパイ。ハパンシラッカで作ったパイの上に細長い葉っぱを飾った見た目。ハパンシラッカとは世界一臭い缶詰として有名なシュールストレミングのフィンランド版。ロッテやスーシィは美味しそうに食べていたがアッコは食べた途端に吐き出してしまった。
緑人間病
1000年に一度、ロッテの実家の地域で発生するかしないかの病気。「星の位置や人間が吐き出す二酸化炭素の量と、ニシンの出生率や花粉の飛ぶタイミングなどありとあらゆることが最悪の感じで重なった時に、ハパンシラッカのパイを絶妙な温度で焼くと発生する」とされる。感染すると体が苔になり、最終的には枯れてしまう。ヤンネ、ロッテと彼女の両親、スーシィが感染してしまい動けなくなってしまう。パイを吐き出したアッコは感染が遅かったため解毒剤を作り皆を救う事が出来た。
緑人間病の解毒剤
「松の森に降る雪のひとひら」「風に吹かれたベリーの葉」「ミッサー人が育てたトナカイの生みたてのフン」「ミドリテングダケ」「イエティが作る伝統の薬の素」が必要。
エイプルトン校
1000年以上の歴史と伝統がある名門校。校内には魔女用の拷問具が隠されているなど、魔女嫌いで有名。
「互いの主張がどちらも譲れない場合、騎士の像に見守られながら正々堂々と決闘し決着をつける」という創立以来の伝統がある。
聖杯伝説
エイプルトンの伝統の儀式に使われていたと言われる伝説の聖杯。エイプルトン校に隠されていると噂されている。
アッコが見つけだした物は黄金で出来た杯だったがルイスが地面に叩きつけると割れてしまったため、本物かどうかは不明。
ワイルドハント
彷徨うゴースト達を12日で全て捕獲するイベント。ワイルドハントのために鍛えられた精鋭たちは「ワイルドハンター」という名で呼ばれ、人気を博している。のっぺりしたゴーストは、弓矢や剣、魔法弾を当てられると簡単に消える。
バロメッツの木
シャリオカードにもなっている、黄金の羊を実らせる木。シャリオカードのイラストでは他の木々と肩を並べる大きさだが、アッコが雪山に行って採って木きたものは両手に収まる大きさだった。
魔導戦士グランシャリオン
『熱い魂魔力に変えて、光れ正義の七つ星！信じる心が我らの魔法、魔導戦士グランシャリオン見参!!』の合言葉と共に登場した巨大ロボット。
ワイルドハントのためにコンスタンツェとアッコが作った飛行船の完成後にアッコが想像で描いた設計図をコンスタンツェが実現させた。
飛行船状態では大砲、機関砲、投げ網が装備されており、彷徨うゴースト達を次々掃討していった。
魔力が無くなると動けなくなる欠点がある。ワイルドハンターの協力で再起動し、クロワが生み出したカラスの魔獣を退治した。
聖堂
キャベンディッシュ家の敷地内にある。金星食の日に儀式をすることで、キャベンディッシュ家の当主になる事が出来る聖堂。儀式が行える間は周囲が水に囲まれ、儀式を妨害する者を魔法で打ち落とし木に変える。
エモーションリフレッシュ
ヒーリング効果があるといわれるアプリ。サッカーの試合がきっかけで起きたフーリガンの騒動の影響で流行りだしている。
ワガンディア
森の中にある巨大な木で高さに果てがなく、頂上を見たものはいないと言われている伝説の木。かつてシャリオとクロワがこの場所でシャイニィロッドと言の葉リュオーンを手に入れた。ワガンディアの花粉を浴びた魔女は魔法の力を失い、永遠に空を飛ぶことができなくなると言われる。人体を傷つけるほどの毒素もあり、身を挺してアッコを花粉から救い出したアーシュラの肌や眼鏡に傷をつけた。
人と人をつなぐ橋
小さなアーチ状の石造りの橋。1話ではアッコとスーシィが初めて出会い、23話ではアッコを捜索するためにスーシィが訪れている。
彼の国
中世以来イギリスと3度の戦争を重ねてきた隣国。時間をかけて融和政策を続けた結果、近年は関係が改善していたが、サッカーでの試合が遺恨となり険悪な関係となる。騒動はサッカー戦争、エジプト・サッカー暴動がモチーフとなっている。
影の塔
アルクトゥルスの森の奥深くにそびえ立つ大樹のような外観の塔。シャリオはここでクラウソラスを手に入れる。
宇宙樹イグドラシル
かつて太古の魔女たちが膨大な魔力を得ていた大樹。膨大な魔力で月や星と交信ができたという。長年魔法を使っていたウッドワードはイグドラシルと融合が始まっている。
放課後!!クロス×ワード
最終話でビルのテレビ広告に登場したボーイズラブ漫画。原作コミックス5巻の他、DVD、BDが発売されている。クロワの電波ジャックでアッコとダイアナの映像に切り替えられた。
古代暗黒舞踊
ハンブリッジ大臣がルーナノヴァへ訪問した時に披露された催し物。アルマ、テレサ、ジュリエッタの三人組が得意げな表情で披露している。生徒たちは微笑みながら鑑賞していたが、アンドリューからは不評だった。魔法祭で再演されたがこの時はなぜか生徒たち（メアリー、ロージー、ヘザー、イライザ、リタ、イレーネ、アリス、プリシラ、エリカ、エルフリーデ、ドロテア）に不快感を与え、デイジーは爆睡してしまった。インドの生徒のみが真顔で鑑賞していた（ラジャニとラシュミのどちらかは不明）。
ゴーレム制作術
漫画（ウルトラジャンプ）版の第2話に登場、本来は魔法土の製作に複雑な呪文が必要だが、授業では先生がその辺を先にやってくれるので人型に造形し額に呪文を刻むだけでできる。
ただし、ゴーレムは制作者（呪文を刻んだもの）の魔力を吸い取って成長していくので、アッコが自作ゴーレム（レムりん）を授業終了時に持ち帰り育てた結果、完全に魔法が使えない状態になってしまった。
森の魔獣
漫画（ウルトラジャンプ）版の第4話に登場、外見はもふもふした額に珠のようなものがあるウサギのようなかわいらしい生物だが、「魔力を持つものが触ると合体して合体者のイメージ通りに変身できる能力を持つが、合体者のエネルギーがなくなって廃人か死亡するまで離れない（マリト談）」という危険な動物。
劇中では森の中で勝手に使い魔探しをやっていたガーリィとサービィがこれを捕まえ、2人で合体しケンタウロス（ただし後部にも人の上半身が付いている）や双頭のワイバーンなどになって遊んでいたが、スーシィが自分も取り込ませ、内部から毒を流す捨て身の戦術で分離に成功する。
マスタークラウン
漫画（月夜の王冠）版に登場する主要アイテム。身に着けると一時的に膨大な魔法力を得られるという冠で大変貴重な物だが、アカデミアコンテスト優勝者にはこれが贈られる。ただし、単純に魔法の技術力があるだけではなく「魔法を人の為に使うべきことが分かっている人」でないと託されない。
劇中では「シャリオも持っていた」という描写が何度かあるがこれはこの漫画版のオリジナル設定で、原作アニメではこの時点で出ている映画2作品ともシャリオがこれを装備しているシーンはない。
伝心精霊
漫画（月夜の王冠）版の第2話に登場、ロッテがアッコに持たせたアイテムで送信機に当たる花を持った人の分身（背中に羽の生えた妖精風）になり、この際花を持った人（本体）に伝心精霊の見聞きした情報などを送れる。
変化薬
漫画（月夜の王冠）版の第2話に登場、スーシィがアッコに持たせたアイテムで外見は飴玉。食べると半動物の姿になってその能力を生かせるが、試作品なので1分しか持たない。劇中ではウサギとネズミに変身した。

## その他
- 2015年10月9日に行われた「マチ★アソビ vol.15」のトークイベントで行われたキャラクター人気アンケートでは、アッコ35％、次いでスーシィ32％、アーシュラ先生20％、ダイアナ8％、ロッテ5％という結果だった。この反応に対し吉成は「人気があるのは意外だ」と答えており、大塚雅彦も「アッコが1位だとは思わなかった」とコメントした[5]。新キャラクターアンケートではアマンダが50%、コンスタンツェが31%、ヤスミンカ13%だった。
- TV版ではアマンダやコンスタンツェ、ヤスミンカの出番が少ない展開となっているが、吉成は「アマンダたちに関しても本当は色々な設定や背景を考えていて、彼女たちが中心になる回も作りたかったんですけど、基本的にアッコを中心にお話が広がっていくのでなかなか盛り込めなくて。やりたいことが多すぎて尺が全然足りない」と語っている[2]。
- ヤスミンカは公式からは主要人物の一人として扱われていたが、TV版では出番が冷遇されており、アッコの友人の中では唯一主役回が制作されなかった（アマンダは17話、コンスタンツェは18話で主役扱いとして活躍している）。アナウンサーでマンスリー上映会に参加した松澤千晶は「作り手の皆さんが作品を愛してやまず、こんな時間まで、ヤスミンカ回をなんとか作れないか、とか」とTV版のヤスミンカ回の有無について触れたtweetをしている[56]。また、アッコを演じた藩めぐみも電撃オンラインのインタビューで「ヤスミンカの当番回がないのが残念」とコメントしている[57]。これらの指摘に対し吉成は「ヤスミンカの回は……どうしましょうかね。エピソードの内容そのものは考えてあったんです」「全26話であれば入れたかった」と答えている[58]。なお、TV版コミカライズになる少年エース版の漫画では第12話で完全オリジナルのメイン回がある。
- 吉成は2020年のインタビューで、テレビ版以降も続編の制作を企画していたが2018年に頓挫したことを明かしている[59]。
- シャリオとクロワは、当初「シャリオ・フォントノーワ」「クロワ・デュ・スゥド」という名前で通販サイトのBD/DVDの予約ページに記載されていた[60]が、放送直前、名字が変更された。
- 魔法道具屋の店員はアメリカお宝鑑定団ポーンスターズのキャスト、チャムリーことオースティン・ラッセルにそっくりで、声優もポーンスターズと同じ松島昭浩が演じている。チャムリー本人はTwitterでこの作品を教えられ「SWEET!!!!（素敵だ）」と答えている[61]。文房具カフェの商品紹介ページでは魔法道具屋の店員は「チャムニー」と紹介している[62]。
- アニメミライ・劇場版とテレビ版の設定上の変更点として、魔法の表現がピンクから緑色に統一され、十時傷がある月が登場するようになった。一部の生徒はテレビ版で降板した。劇場版まではアッコの部屋に、ガリーに似た中学時代の友人と、シャリオ以外の魔法ショーにも感心していたと思われるポスターが貼られていたが、テレビ版で削除された。
- これまでのTRIGGER作品は性的な表現が多く見られたが、本作品は全年齢を対象にした作品であり、ほぼセクシャルな描写が排除されている。アニメミライ版からアッコのスカートの内部が赤一色で表現され、テレビ版ではアーシュラの胸の谷間が省略されるようになった。また、ハンナとバーバラの入浴シーンはカーテン越しであり、アッコのスカートは丈が短くならないよう堤尚子が監修した[63]。
- 2017年6月25日深夜にYouTubeで放送されたTRIGGERの生配信では、大塚雅彦をはじめスタッフたちがTV版の続編やOVA、新劇場版などの構想を意欲的に語る様子が流れた。一方吉成曜はTV版の制作が終わった心境について「無」であると答え、続編を出すなら5分アニメの形でやりたいと答えている。
- テレビ放送と同時に配信されていたNetflixの字幕には、当時公式から正式発表されていなかったシャリオのマネージャーの名前「アラン」、生徒「ガリー」「メアリー」の名前が表示されていたが、エンドロールでは名前が記載されていない。
- ルーナノヴァが創立された時期について公式サイトでは5世紀[64]、6世紀[65]と、あやふやに紹介されている。また、公式設定資料集『Little Witch Academia Chronicle ―リトルウィッチアカデミア クロニクル―』ではルーナノヴァの生徒の総数は全4学年で150人程と紹介されているが[66]、テレビ版1話、12話の講堂の場面では150人より倍の生徒が参列している。更にアッコの入学直後に「これから3年間」と在学期間を指した台詞があり、本編と資料の内容が矛盾している。
- ルーナノヴァの生徒達は一人一人色彩設定が決められているが[67]、髪の毛や肌の着色ミスが少なくなく、白人の生徒が黒人として描かれたり、黒人の生徒が白人になっている場面がある。着色ミスは円盤では修正されず、そのままの状態で収録されている。
- 2015年10月10日に開催された「マチアソビvol15」で、吉成曜がアッコの物語に「恋愛要素を入れてみたい」とインタビューで答えているが、現地の観客に意見を募った所「恋愛を観たい」という意見は皆無だった[5]。テレビ版の脚本会議でアンドリューの登場が決定し、吉成はアッコとアンドリューの恋を構想していたが、堤尚子を始め周囲から「(視聴者に)誤解を招く」「関係性を決めてしまいたくない」と反対され、議論の結果恋愛要素は排除、アッコは男性に一切興味を持たない性格となった[63][68]。
- TRIGGER製作のアニメ作品「宇宙パトロールルル子」では、第8話でスーシィが登場している他、最終回ラストでアッコが登場する。
- ポケットモンスター サン&ムーン第41話「ダッシュ!デンヂムシ」で観客の中にアッコに酷似した少女がいるカットがあり、ロッテとヤスミンカに酷似した人物も同一カット中に描かれている。
- SSSS.GRIDMANの第1話にアルコル人形が登場するカットがある。また、ツツジ台高校1年E組にアッコに酷似した女子生徒が在籍しており、設定では「女子A」と記載されている。第5話ではユートともアンドリューとも異なる野球少年「男子O」と水着で付き合う場面が描かれた[69]。
- BNA ビー・エヌ・エーではアッコ、ロッテ、スーシィ、バーバラが獣人の姿で背景に登場している。
- 吉成は、特に設定面で影響を受けた作品として「ミルドレッドの魔女学校」を挙げている[4]。

## スタッフ
|                                | 映画第1作                              | 映画第2作                              |
| ------------------------------ | -------------------------------------- | -------------------------------------- |
| 原案・監督                     | 吉成曜                                 | 吉成曜                                 |
| 脚本                           | 大塚雅彦                               | 島田満                                 |
| キャラクターデザイン・作画監督 |                                        |                                        |
| 吉成曜                         |                                        |                                        |
| 美術監督                       | 金子雄司                               | 金子雄司                               |
| 色彩設計                       | 垣田由紀子                             | 垣田由紀子                             |
| 撮影監督                       | 山田豊徳                               | 土田栄司                               |
| 編集                           | 坪根健太郎                             | 坪根健太郎                             |
| 音響監督                       | 渡辺淳                                 | 渡辺淳                                 |
| 音楽                           | 大島ミチル                             | 大島ミチル                             |
| プロデューサー                 | 堤尚子（映画第2作ではアニメーションP） | 堤尚子（映画第2作ではアニメーションP） |
| プロデューサー                 | 大塚雅彦、桶田大介、宇佐義大           |                                        |
| アニメーション制作             | TRIGGER                                | TRIGGER                                |
| 製作                           |                                        | グッドスマイルカンパニー               |

## 主題歌
映画第2作
主題歌「Magic Parade」
作詞・作曲・編曲 - MANYO / 歌 - 大原ゆい子
挿入歌「ふたつの夜」
作詞 - 島田満 / 作曲 - 大島ミチル / 歌 - ロッテ（折笠富美子）

## 放送局
| 放送日        | 放送時間      | 放送局       | 放送地域   | 備考      |
| 映画第1作     | 映画第1作     | 映画第1作    | 映画第1作  | 映画第1作 |
| ------------- | ------------- | ------------ | ---------- | --------- |
| 2013年4月2日  | 2:15 - 2:45   | 毎日放送     | 近畿広域圏 |           |
| 2013年4月26日 | 19:00 - 19:30 | アニマックス | 日本全域   |           |
| 映画第2作     |               |              |            |           |
| 2017年1月1日  | 20:00 - 21:00 | TOKYO MX     | 東京都     |           |
| 2017年1月2日  | 0:00 - 1:00   | BS11         | 日本全域   | BS放送    |

## DVD・Blu-ray
商品名 Blu-ray「アニメミライ2013」
品番 - ANTX-33002 / 発売元 - アニプレックス
2013年3月30日・31日の『Anime Contents Expo 2013』で1,000部販売。
商品名 Blu-ray「リトル ウィッチ アカデミア」ブルーレイ
品番 - TRG-10001 / 発売元 - Trigger
2013年8月から「TRIGGERオンラインショップ」で数量限定販売している。
商品名 Blu-ray「リトルウィッチアカデミア　魔法仕掛けのパレード」　Blu-ray 豪華版
品番 - TBR25441D / 発売元 - 東宝
2016年1月20日発売、「リトルウィッチアカデミア」、「リトルウィッチアカデミア　魔法仕掛けのパレード」、メイキング映像、特製オリジナルサウンドトラックCD、キャラクター設定、ラフ集、美術、原画などが満載のアートブック（100ページ）
商品名 DVD「リトルウィッチアカデミア　魔法仕掛けのパレード」　DVD 通常版
品番 - TDV25442D / 発売元 - 東宝
2016年1月20日発売、「リトルウィッチアカデミア」、「リトルウィッチアカデミア　魔法仕掛けのパレード」、メイキング映像

## テレビアニメ
2017年1月から6月までTOKYO MX、関西テレビ、BS11にて放送、およびオンラインストリーミングサービスNetflixで配信される。
これまでのアニメミライ版や劇場版の続編という位置付けではなく、改めて主人公たちが魔法学校に入学した最初から描かれる。
監督の吉成はテレビシリーズについて、「前作ではお話に必要な部分だけを描いて"ここがどんな世界なのか"を説明していなかったので、最初から整理したほうが入りやすいだろうと考えた。間口を広く、お客さんを選ばないようなアニメにしたいと思っています。」と述べている。
東宝プロデューサーの古澤佳寛は自身のTwitterで第2話の関西テレビでの視聴率が2.9%に達した事を報告した上で、「オリジナルアニメを朝や夕方に放送するのは更に難しくなっていると実感する」「送り出す側が視聴しやすい時間帯を提供する事を諦めてはいけない」「多くの方に見てもらえている実感があるだけに今後に課題を残している」と語っている。

### スタッフ（テレビ）
- 原作 - TRIGGER / 吉成曜
- 監督・キャラクター原案 - 吉成曜
- シリーズ構成 - 島田満
- メインキャラクター - 半田修平
- メインアニメーター - 堀剛史
- デザインワークス - 芳垣祐介
- 美術監督 - 野村正信
- 美術設定 - 三宮昌太（第1 - 9、11 - 15、18話）、天田俊貴
- 色彩設計 - 垣田由紀子
- 撮影監督 - 奥村大輔（第1 - 13話）、萬直樹
- 編集 - 坪根健太郎
- 音響監督 - 渡辺淳
- 音楽 - 大島ミチル
- 音楽制作 - 東宝
- 音楽プロデューサー - 三上政高
- プロデューサー - 古澤佳寛（第1話）→武井克弘（第2話 - ）、宇佐義大、鈴木公尚
- アニメーションプロデューサー - 堤尚子
- アニメーション制作 - TRIGGER
- 製作 - 「リトルウィッチアカデミア」製作委員会

### 主題歌（テレビ）
オープニングテーマ
「Shiny Ray」（第1話 - 第13話）
作詞・作曲 - uz / 編曲 - 吉田穣 / 歌 - YURiKA
第25話では主題歌として使用された。
「MIND CONDUCTOR」（第14話 - 第24話）
作詞 - eNu / 作曲・編曲 - R・O・N / 歌 - YURiKA

エンディングテーマ
「星を辿れば」（第2話 - 第13話、第25話）
作詞・作曲・歌 - 大原ゆい子 / 編曲 - manzo
「透明な翼」（第14話 - 第24話）
作詞・作曲・歌 - 大原ゆい子  / 編曲 - 鈴木Daichi秀行

### 各話リスト
アニメ本編内ではサブタイトルは表示されない。
| 話数   | サブタイトル                                   | 脚本                | 絵コンテ        | 演出     | 作画監督                                                               |
| ------ | ---------------------------------------------- | ------------------- | --------------- | -------- | ---------------------------------------------------------------------- |
| 第1話  | 新たなるはじまり                               | 島田満              | 吉成曜          | 宮島善博 | 半田修平                                                               |
| 第2話  | パピリオディア                                 | 島田満              | 吉成曜          | 中園真登 | 金子雄人、斉藤健吾                                                     |
| 第3話  | Don't stop me now                              | うえのきみこ        | 摩砂雪          | 篠原啓輔 | 五十嵐海、斉藤健吾                                                     |
| 第4話  | ナイトフォール                                 | 樋口七海            | 桜井弘明        | 下平佑一 | 竹田直樹                                                               |
| 第5話  | ルーナノヴァと白い龍                           | 佐藤裕 大塚雅彦     | 福田道生        | 有冨興二 | 和田佳純、八木元喜、鳥山冬美                                           |
| 第6話  | ポラリスの泉                                   | 島田満              | 上荻雪羽        | 宮島善博 | 田村瑛美                                                               |
| 第7話  | オレンジサブマリナー                           | うえのきみこ        | 雨宮哲          | 佐竹秀幸 | 岩崎将大                                                               |
| 第8話  | 眠れる夢のスーシィ                             | うえのきみこ        | 今石洋之        | 中園真登 | 坂本勝、長谷川哲也                                                     |
| 第9話  | ブライトンベリーアンデッド紀行                 | 樋口七海            | 大地丙太郎      | 関大     | 菊池政芳、藤田真弓 金璐浩、Kim Yongsik                                 |
| 第10話 | 蜂騒ぎ                                         | 島田満              | 小林寛          | 橘さおり | 花井柚都子、阪本麻衣 なつのはむと                                      |
| 第11話 | ブルームーン                                   | 島田満              | 大嶋博之        | 下平祐一 | 和田佳純、中村真由美、五十嵐海                                         |
| 第12話 | What you will                                  | 島田満              | 益山亮司        | 宮島善博 | 田村瑛美、杉本ミッシェル                                               |
| 第13話 | サムハインの魔法                               | 島田満              | 益山亮司        | 佐竹秀幸 | 竹田直樹、半田修平                                                     |
| 第14話 | ニューエイジマジック                           | うえのきみこ        | 小倉陳利        | 中園真登 | 岩崎将大、長谷川哲也                                                   |
| 第15話 | チャリオット・オブ・ファイア                   | 島田満              | 上荻雪羽        | 鈴木裕輔 | 辻浩樹、萩原省智、徳田拓也 高橋慶江、清水拓磨                          |
| 第16話 | ポホヨラの試練                                 | うえのきみこ        | 小倉陳利        | 鈴木芳成 | 菊池政芳、関真弓 金璐浩、岸寛毅                                        |
| 第17話 | アマンダ・オニール・アンド・ホーリー・グレイル | 佐藤裕 大塚雅彦     | 摩砂雪          | 金子祥之 | 石毛理恵、杉本ミッシェル 五十嵐海                                      |
| 第18話 | 空中大戦争スタンシップ                         | 樋口七海            | 小林寛          | 下平佑一 | 坂本勝、田村瑛美                                                       |
| 第19話 | キャベンディッシュ                             | 島田満 樋口七海     | 益山亮司        | 藤井辰巳 | 小野田貴之、櫻井司、笹川弥幸 徳田拓也、苗木陽子                        |
| 第20話 | 知性と感性                                     | 島田満 樋口七海     | 小松田大全      | 宮島善博 | 竹田直樹、中村真由美                                                   |
| 第21話 | ワガンディア                                   | 島田満              | 小倉陳利        | 柴田匠   | 笹川弥幸、小野田貴之、張丁 徳田拓也、柴田健児、菊池正芳 関真弓、金璐浩 |
| 第22話 | シャリオとクロワ                               | うえのきみこ 島田満 | 小林寛          | 佐竹秀幸 | 石毛理恵、長谷川哲也                                                   |
| 第23話 | Yesterday                                      | 大塚雅彦            | 川畑喬          | 粟井重紀 | 菊池政芳、関真弓、金璐浩 松本和志、辻浩樹                              |
| 第24話 | アルクトゥルスへの道                           | 大塚雅彦            | 小倉陳利        | 中園真登 | 竹田直樹、杉本ミッシェル 田村瑛美、中村真由美                          |
| 第25話 | 言の葉の樹                                     | 大塚雅彦            | 吉成曜 今石洋之 | 宮島善博 | 半田修平、石毛理恵、斉藤健吾 長谷川哲也、五十嵐海、米山舞              |

### 放送局（テレビ）
| 放送期間               | 放送時間                     | 放送局   | 対象地域   | 備考                  |
| ---------------------- | ---------------------------- | -------- | ---------- | --------------------- |
| 2017年1月9日 - 6月26日 | 月曜 0:00 - 0:30（日曜深夜） | TOKYO MX | 東京都     |                       |
|                        | 月曜 0:30 - 1:00（日曜深夜） | BS11     | 日本全域   | BS放送 / 『ANIME+』枠 |
|                        | 月曜 1:55 - 2:25（日曜深夜） | カンテレ | 近畿広域圏 |                       |

インターネットでは2017年1月9日からNetflixにて月曜に配信。

### BD / DVD
| 巻 | 発売日         | 収録話          | 規格品番   | 規格品番   |
| 巻 | 発売日         | 収録話          | BD初回版   | DVD初回版  |
| -- | -------------- | --------------- | ---------- | ---------- |
| 1  | 2017年4月19日  | 第1話 - 第3話   | TBR-27086D | TDV-27095D |
| 2  | 2017年5月17日  | 第4話 - 第6話   | TBR-27087D | TDV-27096D |
| 3  | 2017年6月21日  | 第7話 - 第9話   | TBR-27088D | TDV-27097D |
| 4  | 2017年7月19日  | 第10話 - 第12話 | TBR-27089D | TDV-27098D |
| 5  | 2017年8月9日   | 第13話 - 第15話 | TBR-27090D | TDV-27099D |
| 6  | 2017年9月13日  | 第16話 - 第18話 | TBR-27091D | TDV-27100D |
| 7  | 2017年10月18日 | 第19話 - 第21話 | TBR-27092D | TDV-27101D |
| 8  | 2017年11月15日 | 第22話 - 第23話 | TBR-27093D | TDV-27102D |
| 9  | 2017年12月13日 | 第24話 - 第25話 | TBR-27094D | TDV-27103D |

| カンテレ 月曜1:55 - 2:25（日曜深夜）枠 | カンテレ 月曜1:55 - 2:25（日曜深夜）枠 | カンテレ 月曜1:55 - 2:25（日曜深夜）枠  |
| 前番組                                 | 番組名                                 | 次番組                                  |
| -------------------------------------- | -------------------------------------- | --------------------------------------- |
| 刀剣乱舞-花丸- （UHFアニメ）           | リトルウィッチアカデミア               | バトルガール ハイスクール （UHFアニメ） |

### 関連書籍
- 監著：TRIGGER/吉成曜・「リトルウィッチアカデミア」製作委員会、編集：ニュータイプ『Little Witch Academia Chronicle ―リトルウィッチアカデミア クロニクル』、KADOKAWA、2017年8月31日発売、ISBN 978-4041059791

## 漫画

### てりてりお『リトルウィッチアカデミア』
てりてりおによるコミカライズ、全5話（各話サブタイトルはなく「第〇話」表記）。『ウルトラジャンプ』（集英社）で、連載は第1話のみ2013年9月号掲載で、残り4話が映画公開に合わせ。2015年9月号から12月号まで連載になっている。
内容は完全オリジナルで、第1話はアニメミライ版では描かれていない入学の話から開始、以後は学園生活（第4話のみ夏季休暇中の話）を描いたものだが、劇場版2作ともに直接関係するエピソードはない1話完結のオリジナル展開。最終回も終わりらしい終わりはなく、通常の内容で終了している。
これ以外に第3話ではアニメ本編に先駆けてアーシュラが「シャリオ」とはっきり呼ばれるシーンがある。
単行本書籍情報
- TRIGGER（原作）・てりてりお（漫画）『リトルウィッチアカデミア』、集英社〈ヤングジャンプ・コミックス〉、全1巻。
  1. 2016年1月24日初版発行[80]、ISBN 978-4-08-890348-4　全5話収録。

#### ウルトラジャンプ版の登場人物
レムりん
第2話に登場、アッコが授業で作り出したゴーレム。
カイ
第3話に登場、プロジェクト・シャインで働くマネージャー、シャリオ＝アーシュラという事を知っている。
詐欺師の老人
第3話に登場、表の顔は服屋だが、裏ではシャリオの衣装の偽物（同型の別の服）をオークションで販売している。
スーシィの母
第4話に登場、スーシィの母親。スーシィをマンババラン家の後継者として指導している。アニメ版でも異なるデザインで設定画が描かれているが、本編の世界に存在しているかは不明。
ガーリィ / サービィ
第4話に登場、スーシィの双子の妹（髪形がスーシィに近い方がガーリィ、団子状に纏めているのがサービィ）。いたずら好きで母親や姉を困らせている。他にも多数の姉妹が存在する。
マリト・マンババラン
第4話に登場、南国風の美少年。スーシィの親戚。
ロッテの母
第1話のロッテの回想シーンに登場、服装、髪の毛、身長がアニメ版とは異なり、よりロッテに近い姿で登場している。シャリオのマジカルショーのTVを子供の教育に良くないと幼少期のロッテが見るのを止めていた。
名前の出てない生徒たち（ エイブリー / メアリー / アリス / マリア / リタ / シャオイー / アイラ / レイチェル ）
当時はまだ名前未発表だった生徒たちのうち、本編中で確認できるもの。　第3話終盤のエイブリー以外はセリフもなく、線画のみで描かれていることも多い。
主に以下の場面でモブとして登場
第1話の冒頭、入学式の場面（P5）。　メアリー（スーシィの後）/リタ（ロッテの向かって右）/アリス（アッコの前の振り向いている子）
第1話の終盤、教室の場面（P27）。　エイブリー（ロッテの後）/アリス（スーシィの後）
第2話の前半、ゴーレム作りの場面（P35）。　シャオイー（バーバラの向かい）
第2話の前半、ゴーレム解体の場面（P37）。アイラ/マリア/　レイチェル（いずれもゴーレムを崩している子）
第3話の冒頭、図書室（P71）。アリス（本を運んでいる子）
第3話の終盤、教室（P102-103）。エイブリー（セリフあり。アッコとダイアナの言い争いを心配し、アーシュラに伝える。アニメ版とは異なりダイアナをさん付けしている。）
（これ以外に裏表紙にアニメミライ版に登場したドラゴンが描かれているが本編では未登場。）

### 藤原ゆか『リトルウィッチアカデミア 月夜の王冠』
藤原ゆかによる映画原案のコミカライズ、全5話（各話サブタイトルはなく「Magic.○」表記）。少女漫画誌の『りぼん』（集英社）で、2015年10月号（9月3日発売）から2016年2月号まで連載された。
映画が原案ということになっているがストーリーは無関係でアッコとダイアナが初対面などアニメミライ版ともつながらない独自の世界観になっている。あらすじは10年に一度隣の男子校のソルパテル魔法学院と合同で行われる「アカデミアコンテスト」に優勝賞品のマスタークラウン目当てにアッコが挑むストーリー。
単行本書籍情報
- 吉成曜（原案）・藤原ゆか（漫画）『リトルウィッチアカデミア　月夜の王冠』、集英社〈りぼんマスコットコミックス〉、全1巻。
  1. 2016年2月29日初版発行[80]、ISBN 978-4-08-867407-0　全5話収録。

#### 『月夜の王冠』の登場人物
ミナヅキユート
全話に登場。
ソルパテル魔法学院に通う男子生徒。カラーのカバー表紙だと青髪に青眼。
アッコの幼馴染であり、小さい頃一緒にシャリオのショーを見に行った仲。当時は小柄で頼りなさそうな眼鏡の子だったが、成長して「イケメン（アッコ談）」になり、眼鏡もほとんど掛けなくなっている（p.47の勉強シーンでは眼鏡を掛けているので必要ないわけではない）。
校長
Magic.1・5に登場。
お婆さんキャラだが、テレビ版のホルブルック校長とは髪や眼鏡のデザインが異なる。アーシュラ＝シャリオであることを知っている。
女神像から現れた魔女（正式名称不明）
Magic.4に登場。
外見は暗色モノトーンのシャリオで、初登場時はアッコが足先程度の巨人（p.138）だったが後述の粉々になって復活した際には人間大になっている。
コンテストの最終勝負の目的地にある女神像がマスタークラウン争奪戦で破壊された際に登場し、クラウンを取り込んで立ちふさがり、アッコとユート以外の参加者（ダイアナを含む）を攻撃魔法を数倍の強さで撃ち返す能力で全滅させ、ダイアナが自分をかばって倒れたことで決意を固めたアッコの光魔法で一度は粉々になるも、この状態でアッコに「どうしてクラウンが欲しいのか？」と問い、彼女も私欲目的と知るとガラスの破片のような形状になって再び襲い掛かり、今度はアッコをかばったユートに重傷を負わせる。
その後、アッコから呼びかけられて再度魔女形態に戻り、破片時の攻撃は魔力を断絶させるもので、解除するにはマスタークラウンの力が必要だとアッコに最後の選択を持ちかけ、アッコの回答を聞いた後、影ではないシャリオそっくりな姿に変わって「偽りなきその言葉　しかと受け取ったわ」と告げて消滅した。
正体は最後まで不明、この時アーシュラ（＝シャリオ）は別の所でロッテ達と共に決勝戦を見ている。会話能力はあるが本人は一切名乗ることなく、周囲からは「バケモノ（ソルパテル生徒）」、「女神→女神というか魔女（アッコ）」と呼ばれていた。
イレギュラーな存在ではないらしく、大会側はこの魔女の攻撃でユートが負傷しても「まだ試験は続いています（アーシュラ談）」と一切慌てる様子などはなかった。
アマンダ / コンスタンツェ / ヤスミンカ
Magic.5のパレード（p.182）で1コマのみ登場、いずれも名前は呼ばれていない。
それぞれアッコが皆にプレゼントした「『THANK YOU!!』と書かれた紙（アマンダ）」、「ロボットのおもちゃ（コンスタンツェ）」、「お菓子（ヤスミンカ）」を持っている。

### 左藤圭右『リトルウィッチアカデミア』
左藤圭右によるテレビアニメ版のコミカライズ、全17話で各話にサブタイトル付き。『月刊少年エース』（KADOKAWA）にて2016年12月26日発売の2017年2月号よりスタートした。
内容もオリジナル話が多いがTV版第5話と同タイトルの第6話のように同一エピソードのコミカライズや、TV版第3話のホウキリレーの話の続きとなっている第5話など、ある程度絡む話もある。
単行本書籍情報
- TRIGGER/吉成曜（原作）・左藤圭右（漫画）『リトルウィッチアカデミア』、KADOKAWA〈角川コミックス・エース〉、全3巻。
  1. 2017年5月26日初版発行[80]、ISBN 978-4-04-105640-0　第1-5話収録
  2. 2018年1月26日初版発行[80]、 ISBN 978-4-04-106311-8　第7-11話収録
  3. 2018年10月26日初版発行[80]、 ISBN 978-4-04-107361-2　第12-17話収録

| 話数 | サブタイトル                     | 掲載号       |
| ---- | -------------------------------- | ------------ |
| 1    | 目指せ理想の場所へ               | 2017年2月号  |
| 2    | ノットオーフェオーデンフレトール | 2017年3月号  |
| 3    | 東洋の魔女                       | 2017年4月号  |
| 4    | ホウキ飛行show!!                 | 2017年5月号  |
| 5    | パニックマッシュルームパーティ   | 2017年6月号  |
| 6    | ルーナノヴァと白い竜             | 2017年7月号  |
| 7    | アッコの冒険                     | 2017年8月号  |
| 8    | 紳士の論評                       | 2017年10月号 |
| 9    | ポラリスの泉～秘めたる魔女篇～   | 2017年11月号 |
| 10   | ポラリスの泉～努力の魔女篇～     | 2017年12月号 |
| 11   | のーもあかんにんぐ               | 2018年1月号  |
| 12   | 我食べる、故に我あり             | 2018年4月号  |
| 13   | トリックorトリート               | 2018年5月号  |
| 14   | ルーナノヴァに行ってみよう!      | 2018年6月号  |
| 15   | 外の魔女                         | 2018年7月号  |
| 16   | のばされる手                     | 2018年9月号  |
| 17   | 信じる心が私の魔法               | 2018年10月号 |

（第1・2話、第5・6話、第8-10話、第14-17話は連続回。）
なお、ドイツ語版にはケース入りで栞と描き下ろしポスターが付属した全3巻セットや、それと同一のケースが付属した第3巻が存在する。

#### 少年エース版の登場人物
ロッテの祖母
第3話のロッテの回想シーンに登場。精霊に詳しい。ロッテの台詞から今も在命中と思われる。
ラムザ
第5話でスーシィの回想シーンに出てきた魔女の老婆、孤児を拾って育てている。ウルトラジャンプ版とは設定が異なり、マンババラン家が存在せず、スーシィがラムザに拾われた孤児であることをほのめかす描写がある。
ホウキレース対戦校の生徒たち
第15-17話に登場、ホウキレース対抗戦を申し込んだウッドワードが自分の生徒として連れてきた4人組。
名前はリレーの1人目（前髪で目が隠れた子）がフォルン（第3巻P.112）、2人目（小柄な子）がアウル（同巻P.127）、アンカー（シャリオに似ている子）がミラージ（同巻P.158）と実況から名前を呼ばれている。3人目の関西弁で話すそばかすの子は名前を呼ばれず不明。
また、ミラージは一人称が「ボク」で少年にも見える容姿だが、ウッドワードや実況は「彼女ら・彼女たち」と呼んでいるので全員女性。
正体は全員ドライアド達の変装で、レース後木の葉になって消えてしまった。

## 小説
『リトルウィッチアカデミア でたらめ魔女と妖精の国』は、橘ももによるノベライズ。イラストは上倉エク。角川つばさ文庫（KADOKAWA）で、2017年4月15日に発売された。テレビアニメ版のノベライズに位置するが、ストーリーは小説オリジナルである、アッコによる一人称形式で進められる。

### 小説版の登場人物
シーフラ
ドラスの丘に住む6歳の魔女。アランと フォエラスと一緒に暮らしている。
アラン
犬妖精の王様。シャリオのマネージャーと名前が同じだが無関係。
フォエラス
猫妖精の王様。怒りっぽい性格。

## コンピュータゲーム

### リトルウィッチアカデミア 時の魔法と七不思議
『リトルウィッチアカデミア 時の魔法と七不思議』は、「ドッキドキーのワックワクーなアクションアドベンチャー」とジャンルを称するゲーム作品。ストーリーはゲームオリジナルで、ルーナノヴァ魔法学校を探索し学校の七不思議を解く。ゲームオリジナルのアニメパートもTRIGGERが制作する。
ファーストプラットホームはPlayStation 4用ソフトとして、2017年11月30日発売。翌2018年5月16日にはパソコンを主体とするゲーム配信サービス・Steam用ソフトとしても全世界同時リリースされた（英題「 Little Witch Academia: Chamber of Time 」）。
※ 以下の記述はPS4版についてのもの
ドラマCD、特典映像ブルーレイディスク、特製ブックレット、ゲームオリジナルシャリオカードが付属した限定版も同時発売される。
予約特典は「魔導戦士グランシャリオン」が遊べるプロダクトコード。

#### ルーナノヴァの生徒たち
以下のキャラクターはアニメ本編に登場したモブキャラクターであり、ゲーム化に伴い設定が付けられた。2クールのOPでは全員ではないが多数が登場している。記載している声優は括弧のあるものを除き全てゲーム版でのもの。一部の生徒はアニメで台詞があるが、クレジットが表記されなかったため、ゲーム版の声優と共通しているかは不明となっている。
アイリーン
声 - 桜田かおり
青いショートヘアにやや黒い肌の生徒。イギリス国籍。生贄係にされたアッコを嘲笑うが、魔法祭当日に自身が植物の怪物に捕食されてしまった。
アメリア
声 - 相坂茜奈
金髪のロングヘアーに七三分けの前髪のイギリス国籍。モリーのルームメイト。
アビゲイル
声 - 柴田芽衣
黒い真ん中分けに太い眉毛、セミロングの生徒。ドイツ国籍。
アルマ
声 - 越乃奏
小柄で太った生徒。長谷川町子作品を想起させる顔つきをしている。オーストリア国籍。テレビ版から登場。笑うと独特な表情を見せ、度々アッコの失態を嘲笑している。テレサ、ジュリエッタのルームメイトで、古代暗黒舞踊の愛好家。黒衣をまとい、3人で青い人魂を操りながら踊っているが、アンドリューや生徒たちからは酷評されてしまった。テレビ版2クールのOPにはテレサ、ジュリエッタと共に登場していない。
イザベル
声 - 川原伶奈
茶髪の三つ編みの生徒。イギリス国籍。ガリー、アイラのルームメイト。ホウキリレーではスーシィの妨害に巻き込まれ一番出発に遅れてしまった。アッコがダイアナに魔法で勝負を挑み、失敗した時はガリーと一緒ににやけていた。
イレーネ
声 - Ayako Ejima
小柄な金髪の縦ロールの生徒。縦ロールは前に下げている。イタリア国籍。エース版コミックではホウキリレーの選手に選抜されるもダイアナの不参加を知り泣きながら出場を拒否した。
ヴェロチカ
声 - 織江珠生
屈強な表情、広い肩幅のある生徒。学年では最も身長が高く、スカートの丈が短い。テレビ版から登場しているが、登場場面が非常に少ない。アッコが生贄係に決まった時は嘲笑していたが、ゲーム版ではアッコを気にいっている設定。エース版コミックではホウキリレーの選手に選抜されるもダイアナが出場しないと知り激しく動揺する。出場を拒否する発言はしなかったが、結局参加せず場外で見学していた。
エスター
声 - Yuuki Ono
真ん中分けの前髪に青い三つ編みの生徒。スペイン国籍。
エルフリーデ
声 - 不明（テレビ版）、星乃葉月（PS4版）
黒いおかっぱにロングヘアーの生徒。ドイツ国籍。アニメミライから登場。初期構想では教師の名前になる予定だった。テレビ版ではルームメイトのサラ・ベルナールとはいつも一緒にいる。タブレットを学内に持ち歩いていたところをフィネランに注意されるが、彼女の古臭い価値観を嘲笑いながらその場を立ち去った。ゲーム版ではテレビ版と声が異なっており、ナイトフォールのファンで空想好きな性格。エース版コミックでは学内に現れた怪物に捕食されてしまった。
エルザ
声 - 橋倉ゆうか
茶髪に猫目のショートヘアーの生徒。モリーのルームメイト。
カーチャ
声 - 天海由梨奈
黒いロングヘアーに黒目の生徒。ロシア国籍。アニメミライから登場しているが、テレビ版では耳が髪に隠れている。エイブリーとは仲が良い。ゲーム版ではヒルダと親しく、占星術が得意。エース版コミックではホウキリレーの選手に選ばれたがダイアナの不参加を知ると激しく動揺し出場を拒否した。
カタリーナ
声 - 四月一日佳穂
黒いポニーテールの生徒。オランダ国籍。アンドリューに惚れている。
ガリー
声 - 不明（テレビ版）、矢野亜沙美（PS4版）
黒くて短いおかっぱに眼鏡をかけた生徒。ドイツ国籍。アニメミライから登場。劇場版ではキノコの怪物を退治したダイアナに拍手をしている。テレビ版5話では魔法言語学に悩むアッコの質問に対し、試験内容を伝えた後、自身の成績について魚TOEIC960点と称した。真面目そうな雰囲気だが、いにしえの龍を見て驚愕したり、ワンガリの取材で得意げに語ったり、アッコの失態を見てにやけたり、生贄係に決まった時に生徒たちと大笑いするなど表情は豊か。テレビアニメ放送中にNetflixの字幕で名前が登場し、設定資料集『Little Witch Academia Chronicle ―リトルウィッチアカデミア クロニクル―』で正式に公表された。
カルメン
声 - 押田郁恵
緑色のロングヘアーに黄色いカチューシャをした生徒。ペルー国籍。ピーマンにある感情を抱いている。
クロエ
声 - 青山玲菜
明るめの茶髪にパンチパーマのような髪型をした生徒。フランス国籍。ダイアナをライバル視しているが、実力は及ばない模様。
ケイティ
声 - 柴田倫佳
紫色にやや肌が黒い生徒。イギリス国籍。
サラ・ベルナール
声 - 山崎麗乃
赤毛のロングヘアーに高身長の猫目の生徒。アニメミライ、テレビ版1話では金髪の姿で登場。ルームメイトのエルフリーデといつも一緒にいる。エース版コミックスでは恥ずかしそうにバレーに参加していたが、ゲーム版では口が悪いギャルに設定され、アッコに友好的で明るい生徒となった。
シャオイー
声 - 空見ゆき
黒いおかっぱにつり目の生徒。中国国籍。アニメミライでは茶髪の姿で登場。パイシーズが好き。アニメミライ版ではメアリー、ヒルダとともにいにしえの龍に勇敢に立ち向かう。エース版コミックではホウキレースの選手に選ばれるもダイアナが参加しないことを知り泣きながら出場を拒否した。
ジュリエッタ
声 - 本間沙智子
紫色の髪に老け顔の生徒。イギリス国籍。古代暗黒舞踊のメンバーの一人。テレビ版から登場。テレビ版では度々アッコを見下した表情を見せ、生贄係に決まった時は嘲笑している。
ソラ
声 - 不明（テレビ版）、江口菜子（PS4版）
栗のような頭をした赤毛の小柄な生徒。ラジャニ、ラシュミのルームメイト。国籍はアイスランド。アニメミライでは黒髪でぼろぼろの服装の姿で登場。12話でアッコが生贄係に決まった時は顔が画面から見切れており、表情は不明。テレビ版2クールのOPには登場していない。ゲーム版では、内気な性格であり、自然発火体質でラジャニとラシュミに発火しないよう制御してもらっている設定が明かされた。
デイジー
声 - 向井莉生
頭の左右に二つのリボンを付けた生徒。イギリス国籍。アニメミライ版から登場。テレビ版では授業中困った表情をしたり、古代暗黒舞踊の最中に居眠りをしている。ゲーム版では自分が世界一可愛いと思い込んでいる設定。
テレサ
声 - 牧口真幸
背の高い老け顔の生徒。イギリス国籍。古代暗黒舞踊のメンバーの一人。テレビ版から登場。アッコが変身魔法に失敗したり、生贄係に決まった時は終始にやけていた。
ビアンカ
声 - 小田切優衣
セミロングにメガネの生徒。イタリア国籍。アニメミライから登場。映画版では目が大きいが、テレビ版では黒目になっている。ゲームでは映画版に近い姿で登場。
ビーチェ
声 - 田中あいみ
茶髪のお団子ヘアの生徒。イギリス国籍。テレビ版では魔法祭の準備をアッコに妨害され怒りの表情を見せる。ゲーム版では穏やかな性格に設定されている。
ヒルダ
声 - 川上ひろみ
赤毛でアマンダに酷似した生徒。ドイツ国籍。アニメミライからテレビ版1話までは髪が黒く設定されていた。アッコが生贄係に決まった時は笑っていたが、魔法祭当日に仲間のアイリーンが植物の怪物に捕食されてしまい、鑑賞していたマジョリンを苛立てた。ゲーム版ではアッコに友好的だが、エース版コミックスでは性格が悪く、テオドラと一緒にアッコを冷笑する描写がある。
プリシラ
声 - 三重野帆貴
茶髪のポニーテールにやや茶色い肌の生徒。スペイン国籍。アリス、イライザのルームメイト。アニメミライから登場し、授業中居眠りするアッコを背後から睨見つけている。テレビ版ではアッコが変身魔法に失敗したり生贄係に決まって笑っていたが、魔法祭の準備を彼女に妨害され呆然としていた。
ブレア
声 - 望田ひまり
金髪に縦ロールの生徒。エイブリー、メアリーのルームメイト。イタリア国籍。アニメミライから登場し、授業中居眠りするアッコを見て不快な表情を浮かべた。テレビ版では縦ロールの絵柄が簡略化されている。アッコが生贄係に決まった時はエイブリーと一緒に彼女を嘲笑った。マリアとは仲が良く、14話では一緒に行動している描写がある。ワイルドハントでは、エイブリー、メアリーらと一緒に熱狂していた。ブレアがアンドリューに惚れているイラストがスタッフの手で描かれており、ゲーム版でもアンドリューに異常な関心を持っている設定。
ヘザー
声 - 中井美琴
金髪のショートヘアーの生徒。デイジー、ロージーのルームメイト。アメリカ国籍。歯を見せてにやけた表情を見せる。ゲーム版ではデイジーをおだてるのが好きな設定。エース版コミックでは学内に現れた怪物に捕食されてしまった。
ヘンリエッタ
声 - 冨尾光里
茶髪のボブカットに赤いカチューシャの生徒。イギリス国籍。
マリア
声 - 柳田カンナ
癖っ毛にタレ目の生徒。スペイン国籍。アニメミライ版から登場。カーチャと一緒に行動していることが多い。ゲーム版では悲観的な性格で、エイブリーとは複雑な関係。
メアリー
声 - 不明（アニメミライ版、テレビ版）、矢野亜沙美（テレビ版）
青いポニーテールの髪に赤いリボンをした生徒。エイブリー、ブレアのルームメイト。国籍はイギリス。アニメミライ版から登場。いにしえの龍に挑んで周囲に攻撃を呼びかけたり、ホウキリレーの練習をするなど努力家で勇敢な一面がある。アッコがバハロワの生贄係に決まった時は、画面に写っておらず反応は不明。魔法祭の準備ではエイブリーと一緒に頼りになるダイアナを賞賛した。ゲーム版では映画が好きで、先生たちに内緒でDVDを大量に持ち込んでおり、コンスタンツェに頼み込んで映写機での上映を行ってもらう設定が明かされた。
モリー・マッキンタイア
声 - 齋藤彩夏
緑色のロングヘアーに右目が隠れた生徒。イギリス国籍の黒人。アッコが生贄係に決まった時は笑っていたが、魔法祭でアッコの変身魔法を楽しんで鑑賞していた。アニメミライから登場しているが、デザインは全く異なり、当初は茶髪で肌がやや茶色く、両目が隠れている姿だった。テレビ版以降スーシィに酷似した姿に改変され、更にWEB放送では堤尚子に偽スーシィと呼ばれてしまった。
ラジャニ
声 - 長谷美希
ラシュミの双子。ツインテールが上向きに跳ねている。インド国籍。ソラを可愛がっており、ソラを巡ってちょっとした争いになる。高度な合成魔法が使える。悟りを開いているような優しい話し方をする。12話でアッコが生贄係に決まった時は画面に写っておらず表情は不明。テレビ版2クールのOPにはラシュミと共に登場しない。14話では彼女に酷似した肌の色が異なる生徒が登場しているが口調が悪く、フィネランをあざ笑う場面がある。
ラシュミ
声 - 三宅華也
ラジャニの双子。ツインテールが下向きに跳ねている。インド国籍。ソラを可愛がる余り、ラジャニとソラの取り合いを行うことも。高度な合成魔法が使える。仙人のような喋り方で話す。テレビ版3話のホウキリレーではアッコの奇行に動揺していたが、12話ではアッコが生贄係に決まった時は大勢の生徒とは異なり、彼女を嘲笑しなかった（他に笑っていないのが確認できる生徒はダイアナ、ロッテ、コンスタンツェ）。アニメミライから双子は登場しているが首輪を装着しており、一人がポニーテールをしている。初期デザイン案では第三の目が描かれている。
リタ
声 - 不明（テレビ版）、 成花（PS4版）
赤毛の三つ編みにそばかすのある生徒。ブラジル国籍。アニメミライでは黒い髪の姿で登場。テレビ版では花火魔法係になったアリスを見て羨ましがる。ゲーム版ではテレビ版と声が異なる。怪物退治に関心がある。
レイチェル
声 - 寺西はる
黒いロングヘアーに水色のカチューシャを付けた生徒。イギリス国籍。
ロージー
声 - Ayumi Hirakawa
緑色の七三分けのロングヘアーの生徒。イギリス国籍。目玉がついたビデオカメラを愛用している。アマンダに惚れる生徒の一人。
ヨアンナ
声 - 成田紗矢香
紫の髪にカチューシャと眼鏡をかけたLNNのカメラマンの生徒。イギリス国籍。語尾に「じゃ」をつけて話す。
キンバリー
声 - 蘭乃和佳子
髪で両目が半分隠れたLNNの書記の生徒。イギリス国籍。一人称は我輩。中二病の傾向がある。

#### ゲームオリジナルの生徒
ゲームで登場するオリジナルキャラクターの生徒。『リトルウィッチWEB放送局』の出演者＆視聴者が外見や性格などを協力して作り上げていく企画が実施され、ニコニコ動画や電撃オンラインで投票が行われた。当初は一人が登場する予定だったが、後日全員の案が採用されることとなり、ゲーム発売後の2018年3月20日のアップデートで登場した。
ヴェルデ・シダリーサ
声 - 石川千夏
ドリルのような縦ロールに緑色の髪の生徒。国籍はバチカン市国。デザイン原案は志田有彩、設定、命名は潘めぐみが提案した。アンケートで最も採用投票が多かった。
バルサ・ミ・コス（ミバーバ）
声 - 山下七海
大塚雅彦が原案した生徒。スーシィやルーキッチを意識してデザインされたキャラクター。ルーキッチに似た容姿にボサボサの茶髪、猫背の体格をしている。魔法使いに憧れ、魔法でパーティグッズの鼻を付けたり背骨を折るなど人体改造をしている設定。
ジジ・デルヴィーニュ
声 - 新田早規
武井克弘が原案した生徒。金髪のショートヘアーでヘザーに酷似しているが、寝癖のある頭をしている。
リンリン
声 - 永野愛理
堤尚子が原案した生徒。リー・ナと同じく二つのお団子ヘアーをしている。
キャサリン
声 - 青木瑠璃子
紫色のお団子ヘアーの生徒で、黄色いセーターを着ている。スカートの丈は短め。
シキ
声 - 藤田茜
二見鷹介が原案し、左藤圭右がアレンジした生徒。真ん中分けの茶髪に糸目の容姿をしている。モデルは二見の娘とされる。
ジャンヌ
声 - 花守ゆみり
伊庭浩之が原案し、左藤圭右がアレンジした生徒。名前は即興で決められた。
マリアンヌ （マリ）
声 - 桐矢麻衣
吉成曜が原案した忍者の姿をした生徒。日本かぶれのフランス人生徒。暗殺術を嗜んでいる。

#### 敵キャラクター
コカトリス、マンドレイク、ミノタウロスを除きオリジナルキャラクターとして登場。
ケルベロス
“地獄の番人”の異名で呼ばれており、口からは業火を吐く。3つの頭を持ち、それぞれ意思を持っている。
巨大女王アリ“マザーアント”
すべてのアント族の母であり、一族の女王でもある巨大なアリ。一度に数千から数万の卵を産むと言われ、そのすべてが成虫になるまで外敵から守り抜くという。成虫となった子どもたちは家族の絆で団結し、全力を尽くして女王のために戦う。
ディバインドラゴン
その全身を見た者はいないとされるほど巨大な体躯を誇るドラゴン。現在・過去・未来を見通す力を持ち、かつては神の使いとして崇められていた。両眼が曲がった角で覆われているため、目の前が見えなくなっている。
グラントレント
樹齢1万年を越える巨大魔法植物。顔・腹・足にある弱点を覆い隠そうと5千年ほどかけて枝を伸ばしたが思い通りに成長できず、ところどころ弱点をさらしている。
コカトリス
テレビアニメ1話に登場。マンドレイクと一緒に「アルクトゥルスの森」に生息していたが、ゲームでは「ミモザの森」に現れている。
マンドレイク
テレビアニメ1話に登場。ゲームでは「ミモザの森」に現れる。
ミノタウロス
学内ではテレビ版の用務員が働いており、ダンジョンでは敵としてアニメミライの姿で登場。
マタンゴ
手が生えたキノコのお化け。映画版冒頭に登場したキノコの怪物に似ているが、穏やかな表情をしている。
トレント
枯れ木の姿をした怪物。
ナチュラルスライム
黄緑色の生物。頭に双葉が生えている。
トゲツキカナブン
カナブンの怪物。
ヒトツキカブト
ヘラクレスオオカブトのような姿をした怪物。
シザースタッグ
赤いクワガタの怪物。

### リトルウィッチアカデミアVR ほうき星に願いを
『リトルウィッチアカデミアVR ほうき星に願いを』は、「ドッキドキーのワックワクーなVRホウキレーシングゲーム」とジャンルを称するゲーム作品。VRベッドセットゲームとなっている。ADVパートではゲームオリジナルのストーリーが展開される。
ファーストプラットホームはOculus Quest用、Oculus Quest 2用ソフトとして、2020年10月13日発売。翌2021年7月16日にはPlayStation VR用ソフト、パソコンを主体とするゲーム配信サービス・Steam用ソフトとしてもリリースされた。全て対応言語は、日本語または英語（ボイス含む）になっている。
- 監督：山元隼一
- 主題歌：「Dream Flight」（作詞/作曲：大原ゆい子、編曲：吉田穣、歌：YURiKA）

#### ゲームオリジナルのキャラクター
ネビィ
声 - 芹澤優
体験入学生であるプレイヤーをナビゲートする「スマート水晶」。

## WEB番組
2017年7月23日にYouTubeとニコニコ生放送で配信された「祝！アニメ放送完結＆ゲーム化決定！豪華ゲストで贈る リトルウィッチWEB放送局」では本編で使用されなかったテレビ版3話の未収録映像、「リトルウィッチアカデミア　時の魔法と七不思議」のプレイ映像が放送された。2017年8月20日には電撃オンラインの公式チャンネルから2回目の配信が行われた。放送ではワンガリの仲間、ヨアンナとキンバリーの名前が公表され、二人が英国籍であることが発表された。同年9月24日には東京ゲームショウ2017会場内のゲームの電撃ブースにて3回目の配信が行われた。放送ではオリジナルキャラクターのデザイン発表、ルーナノヴァの生徒たちの音声が収録されたことが明かされた。また、生徒の情報としてアルマがオーストリア籍、ジュリエッタ、テレサが英国籍であることが発表された。同年10月22日に放送された4度目の配信では、オリジナルキャラクターの名前が「ヴェルデ・シダリーザ」に決定。ベネチア国籍の生徒に設定された。更にオリジナルキャラクター投票で提案されていた生徒4人の採用が決定した。
エイブリーがカナダ国籍、メアリーが英国籍、ラジャニとラシュミがインド国籍、ソラがアイスランド国籍であることが発表された。また、グランシャリオンがスーパーロボット大戦X-Ωに期間限定で11月に参戦することが発表された。

## タイアップ・イベント
『リトルウィッチアカデミア』とアニメミライ〜等身大原動画でみる作画の魔術〜
2014年2月22日から27日まで、『アニメミライ2014』の特別企画としてアーツ千代田3331にて開催。『リトルウィッチアカデミア』を題材にアニメ作成の手法や、アニメを作る過程の動画など、静止画像、立体物、動画といったアニメの基本とも言うべき「静から動へ」の説明が展示された。
『リトルウィッチアカデミア』の世界 アニメ発メディアミックスの新潮流
2015年8月28日から9月19日まで、明治大学博物館特別展示室にて開催。『リトルウィッチアカデミア』原画展示やメイキング映像公開の他、月刊「ウルトラジャンプ」や月刊「りぼん」で連載の始まるマンガ版の関連展示などが行われた。
『リトルウィッチアカデミア 魔法仕掛けのパレード』劇場公開記念 企画展
2015年9月23日から10月7日まで、劇場公開を記念しぱりゅこ(渋谷 PARCO PART1 4F)にて企画展が開催された。「ハトラ（hatra）」が監修した主人公の制服をモチーフにしたパーカーが揃うほか、作品の原画やグッズ等が販売された。
リトルウィッチアカデミア x 文房具カフェ
2015年10月9日から31日まで、「リトルウィッチアカデミア 魔法仕掛けのパレード」の劇場公開に合わせ、表参道の文房具カフェにてコラボカフェが開催された。店内には吉成曜が書き留めた膨大なイメージラフが展示された。2017年6月1日から7月31日まで、テレビ放送に合わせて再びコラボが企画され、ポストカード、マグカップ、 マスキングテープ等が販売された。来客にはランチョンマットとコースターが配布された。
『リトルウィッチアカデミア　魔法仕掛けのパレード』×ヴィレッジヴァンガード　連動キャンペーン
2015年9月23日から10月4日まで、ヴィレッジヴァンガードとの連動キャンペーンが、「ヴィレッジヴァンガードfreaks渋谷パルコ店」（渋谷PARCO PART1 6F）で開催された。店舗でのグッズ展開、店舗前に特別展示スペースが設けられた。「ヴィレッジヴァンガード」対象店舗13店にて、映画半券キャンペーンも実施された。キャンペーン期間中、映画の半券を持って対象店舗に行くと、先着でオリジナルポストカードがプレゼントされた。
テレビアニメ「リトルウィッチアカデミア」先行上映会
2016年12月11日、2017年1月から放送開始のTVアニメの1話〜3話まで先行上映会が、東京シネマメディアージュと大阪TOHOシネマズ梅田にて開催された。
『リトルウィッチアカデミア』×グッドスマイル×アニメイトカフェ
2017年2月19日、幕張メッセで開催されたワンダーフェスティバル2017[冬]に先行出店を行ない、同年2月21日から4月16日まで秋葉原と大阪日本橋の2店舗にて開催された。
「リトルウィッチアカデミア×SweetsParadise」
2017年3月13日から4月16日までスイーツパラダイス横浜ビブレにて開催。店舗ではグッドスマイル×アニメイトカフェの限定グッズが販売された。
「リトルウィッチアカデミア展」| 2017.07.20 – 08.01
2017年7月20日から8月1日までpixiv Zingaroで開催され、原画などアニメーション制作資料が展示された。会場では本展オリジナルグッズとして原画や手帳が販売された。
『リトルウィッチアカデミア』のプリント一番くじ
2017年4月13日より、全国のセブン-イレブン店頭マルチコピー機にてプリント一番くじ「プリントキャラマイド リトルウィッチアカデミア」が登場。
コミックマーケット92
2017年8月11日から13日まで東京ビッグサイトで開催される「コミックマーケット92」のグッドスマイルカンパニーブースにて、参加スタッフによる作品制作終了記念本「Little Witch Academia A believing heart is our magic」が限定販売された。
スーパーロボット大戦X-Ω
2017年10月22日に「リトルウィッチWEB放送局」とTwitterでスマホアプリ『スーパーロボット大戦X-Ω』にグランシャリオンが期間限定で登場することが告知された。その後、2017年11月のイベント「リトルウィッチと機械の巨人」にて期間限定で参戦。
芳垣祐介原画展 〜The Art of Little Witch Academia〜
2017年11月16日から28日まで「SF gallery」にて、本作品の劇中のポスターやイラスト、サブキャラクターのデザインなどを担当した芳垣祐介 の原画展が開催。
東京ゲームショウ2019
2019年9月12日から13日までビジネスディとして、9月14日から15日まで一般公開の形で『リトルウィッチアカデミア-VRホウキレース-（仮）』のプロトタイプ版が出展。